# Giải bóng đá vô địch quốc gia Argentina 2025
Giải bóng đá vô địch quốc gia Argentina 2025 (Liga Profesional 2025) là mùa giải thứ 135 của giải bóng đá chuyên nghiệp hàng đầu tại Argentina. Mùa giải bắt đầu vào ngày 23 tháng 1 và kết thúc vào ngày 14 tháng 12 năm 2025.
Ba mươi đội sẽ tranh tài trong giải đấu: hai mươi tám đội trở lại từ mùa giải 2024 và hai đội thăng hạng từ Primera Nacional 2024 (Aldosivi và San Martín (SJ)). Vélez Sarsfield là nhà đương kim vô địch.
Platense giành chức vô địch quốc gia đầu tiên vào ngày 1 tháng 6 năm 2025, sau khi đánh bại Huracán 1–0 trong trận chung kết Giải Apertura.
Ngày 4 tháng 2 năm 2025, tại vòng 3 giải Apertura, trọng tài Yael Falcón Pérez đã hoãn trận đấu giữa Godoy Cruz với Talleres trước khi bắt đầu hiệp hai sau khi trợ lý trọng tài Diego Martín bị một vật lạ ném vào đầu từ khán đài của sân vận động Víctor Legrotaglie. Tòa án kỷ luật AFA đã quyết định, vào ngày 20 tháng 2 năm 2025, trận đấu sẽ được tiếp tục thi đấu hiệp hai vào một ngày khác mà không có khán giả. Godoy Cruz bị trừ 3 điểm và phải thi đấu thêm 6 trận không có khán giả. Họ cũng phải trả chi phí đi lại của Talleres và một khoản tiền phạt. Trận đấu được tiếp tục tại sân vận động Malvinas Argentinas vào ngày 22 tháng 3 năm 2025. Vào ngày 8 tháng 4 năm 2025, Tòa Phúc thẩm đã trả lại ba điểm cho Godoy Cruz và chấm dứt hình phạt đối với các trận đấu đóng cửa.
Vào ngày 21 tháng 4 năm 2025, AFA đã hoãn ba trận đấu dự kiến diễn ra vào ngày hôm đó để tưởng nhớ sự ra đi của Giáo hoàng Phanxicô. Các trận đấu bị hoãn đã được tổ chức vào ngày hôm sau. Một phút mặc niệm cũng được yêu cầu trước khi bắt đầu tất cả các trận đấu dự kiến diễn ra từ ngày 22 tháng 4 đến ngày 27 tháng 4.

## Định dạng giải đấu
Thể thức thi đấu của mùa giải này sẽ bao gồm hai giải đấu (Giải Apertura và Giải Clausura), mỗi giải có năm giai đoạn. Ở giai đoạn đầu, 30 đội được chia thành hai bảng (hoặc khu vực), mỗi bảng có mười lăm đội và sẽ thi đấu theo thể thức vòng tròn một lượt. Ngoài ra, mỗi đội sẽ chơi hai trận liên khu vực: trận đầu tiên với đối thủ của mình từ khu vực khác và trận thứ hai, ở vòng tám, với đội thứ hai được xác định bằng cách bốc thăm. Tám đội đứng đầu mỗi bảng sẽ tiến vào vòng 16 đội. Các giai đoạn sau (vòng 16 đội, tứ kết, bán kết và chung kết) sẽ được chơi theo thể thức một lượt.
Các đội vô địch Giải Apertura và Giải Clausura sẽ đủ điều kiện tham dự Copa Libertadores 2026 với tư cách là Argentina 1 và Argentina 2. Vòng loại cho các giải đấu quốc tế sẽ được xác định bởi bảng xếp hạng chung cuộc của Primera División 2025.
Ở mùa giải này, hai đội sẽ xuống hạng Primera Nacional: một đội xuống hạng dựa trên hệ số và đội xếp cuối bảng tổng hợp năm 2025 cũng sẽ xuống hạng.

## Thông tin câu lạc bộ

### Sân vận động
| Đội                     | Thành phố           | Sân vận động                        | Sức chứa |
| ----------------------- | ------------------- | ----------------------------------- | -------- |
| Aldosivi                | Mar del Plata       | José María Minella                  | 35.180   |
| Argentinos Juniors      | Buenos Aires        | Diego Armando Maradona              | 25.000   |
| Atlético Tucumán        | Tucumán             | Monumental José Fierro              | 32.700   |
| Banfield                | Banfield            | Florencio Sola                      | 34.901   |
| Barracas Central        | Buenos Aires        | Claudio "Chiqui" Tapia              | 4.400    |
| Belgrano                | Córdoba             | Julio César Villagra                | 30.000   |
| Boca Juniors            | Buenos Aires        | Alberto J. Armando                  | 54.000   |
| Central Córdoba (SdE)   | Santiago del Estero | Único Madre de Ciudades             | 30.000   |
| Central Córdoba (SdE)   | Santiago del Estero | Alfredo Terrera                     | 16.000   |
| Defensa y Justicia      | Florencio Varela    | Norberto "Tito" Tomaghello          | 12.000   |
| Deportivo Riestra       | Buenos Aires        | Guillermo Laza                      | 3.000    |
| Estudiantes (LP)        | La Plata            | Jorge Luis Hirschi                  | 30.000   |
| Gimnasia y Esgrima (LP) | La Plata            | Juan Carmelo Zerillo                | 24.544   |
| Godoy Cruz              | Godoy Cruz          | Feliciano Gambarte                  | 14.000   |
| Godoy Cruz              | Godoy Cruz          | Malvinas Argentinas                 | 42.000   |
| Huracán                 | Buenos Aires        | Tomás Adolfo Ducó                   | 48.314   |
| Independiente           | Avellaneda          | Libertadores de América             | 52.853   |
| Independiente Rivadavia | Mendoza             | Bautista Gargantini                 | 24.000   |
| Instituto               | Córdoba             | Presidente Perón                    | 26.535   |
| Lanús                   | Lanús               | Ciudad de Lanús - Néstor Díaz Pérez | 46.619   |
| Newell's Old Boys       | Rosario             | Marcelo Bielsa                      | 38.095   |
| Platense                | Florida Este        | Ciudad de Vicente López             | 28.530   |
| Racing                  | Avellaneda          | Tổng thống Perón                    | 55.389   |
| River Plate             | Buenos Aires        | Mâs Monumental                      | 83.196   |
| Rosario Central         | Rosario             | Gigante de Arroyito                 | 41.654   |
| San Lorenzo             | Buenos Aires        | Pedro Bidegain                      | 39.494   |
| San Martín (SJ)         | San Juan            | Ingeniero Hilario Sánchez           | 26.500   |
| Sarmiento (J)           | Junín               | Eva Perón                           | 19.000   |
| Talleres (C)            | Córdoba             | Mario Alberto Kempes                | 57.000   |
| Tigre                   | Victoria            | José Dellagiovanna                  | 26.282   |
| Unión                   | Santa Fe            | 15 tháng Tư                         | 22.852   |
| Vélez Sarsfield         | Buenos Aires        | José Amalfitani                     | 45.540   |

### Nhân sự và tài trợ
| Đội                     | Huấn luyện viên            | Nhà sản xuất trang phục | Nhà tài trợ áo đấu (trước) | Nhà tài trợ khác |
| ----------------------- | -------------------------- | ----------------------- | -------------------------- | --- |
| Aldosivi                | Andrés Yllana              | Kappa                   | Uthgra Sasso Hotel         | Danh sách - - Trước: không - Sau: Plusmar, Guedikian Impresores, Grupo Moscuzza - Tay áo: SPI Astilleros - Quần: không - Tất: không - Số: không |
| Argentinos Juniors      | Nicolás Diez               | Umbro                   | Rapicuotas                 | Danh sách - - Trước: BichoStore Tienda Online - Sau: Angiocor, Lindo Campo, Vitta - Tay áo: Gráfica Led, DataCloud - Quần: Angiocor, Pinturerías Megapint - Tất: không - Số: không                                                                                |
| Atlético Tucumán        | Facundo Sava               | Umbro Kappa             | Caja Popular de Ahorros    | Danh sách - - Trước: Sporting - Sau: Rapicuotas, Flecha Bus - Tay áo: Casino Parque - Quần: Sporting, Seguridad OMEGA - Tất: không - Số: không |
| Banfield                | Ariel Broggi               | Macron                  | Sur Finanzas               | Danh sách - - Trước: Empanadas Morita - Sau: Flecha Bus - Tay áo: Lomas de Zamora Partido, Sur Finanzas - Quần: Up Seguridad - Tất: không - Số: không |
| Barracas Central        | Rubén Darío Insúa          | Il Ossso Sports         | Sur Finanzas               | Danh sách - - Trước: không - Sau: Turbodisel - Tay áo: Passline, Gentech Suplementos Deportivos - Quần: Horcrisa, Fusion Tex Revestimientos, Secco - Tất: không - Số: không                                                                                       |
| Belgrano                | Walter Erviti              | Umbro                   | Banco Macro                | Danh sách - - Trước: Sanos Salud - Sau: Pauny, Alcance Capitalización y Ahorro, Playcet - Tay áo: Experto Construcción Inteligente - Quần: Riiing - Tất: không - Số: Rio Uruguay Seguros                                                                          |
| Boca Juniors            | Fernando Gago              | Adidas                  | Betsson                    | Danh sách - - Trước: không - Sau: DirecTV - Tay áo: None - Quần: Pax Assistance - Tất: không - Số: không |
| Central Córdoba (SdE)   | Omar De Felippe            | Adhoc                   | Banco Santiago del Estero  | Danh sách - - Trước: Santiago del Estero, Santiago del Estero Ciudad - Sau: Tarjeta Sol - Tay áo: không - Quần: không - Tất: không - Số: không |
| Defensa y Justicia      | Pablo De Muner             | KDY                     | Rapicuotas                 | Danh sách - - Trước: GLC tec - Sau: Viviendas Roca, Volkswagen Autotag - Tay áo: Pago 24 - Quần: không - Tất: không - Số: Rio Uruguay Seguros |
| Deportivo Riestra       | Cristian Fabbiani          | Adidas                  | Speed Unlimited            | Danh sách - - Trước: không - Sau: Speed Unlimited - Tay áo: không - Quần: Speed Unlimited - Tất: không - Số: không |
| Estudiantes (LP)        | Eduardo Domínguez          | RUGE                    | Saint-Gobain               | Danh sách - - Trước: không - Sau: Mateu Sports, Mejor Crédito - Tay áo: Bricks M2V - Quần: không - Tất: không - Số: không |
| Gimnasia y Esgrima (LP) | Marcelo Méndez             | Givova                  | Rapicuotas                 | Danh sách - - Trước: không - Sau: Plusmar - Tay áo: Casablanca Pinturas - Quần: Tamburini Amoblamientos - Tất: không - Số: Rio Uruguay Seguros |
| Godoy Cruz              | Ernesto Pedernera          | Fiume Sport             | CATA Internacional         | Danh sách - - Trước: không - Sau: Mendoza - Tay áo: Godoy Cruz, Ciudadano News - Quần: Pinturas Wall, Zummy, Molico - Tất: không - Số: không |
| Huracán                 | Frank Kudelka              | Kappa                   |                            | Danh sách - - Trước: không - Sau: Casablanca Pinturas, Leiva Joyas - Tay áo: Flecha Bus - Quần: Laboratorio IMAT - Tất: không - Số: Rio Uruguay Seguros |
| Independiente           | Julio Vaccari              | Puma                    | Jeluz                      | Danh sách - - Trước: Rapicuotas - Sau: Kanji, Pardo Hogar - Tay áo: Scienza Argentina - Quần: BiBank - Tất: không - Số: Multiled, Rio Uruguay Seguros |
| Independiente Rivadavia | Alfredo Berti              | Sport Lyon              | Banco Macro                | Danh sách - - Trước: không - Sau: Edelcos - Tay áo: Diario UNO Mendoza - Quần: ChangoMâs - Tất: không - Số: không |
| Instituto               | Pedro Troglio              | Givova                  | Banco Macro                | Danh sách - - Trước: không - Sau: Brava Motos, Tecnored Latam - Tay áo: GS BIO, Nueva Chevallier - Quần: GEA Cobertura de Salud - Tất: không - Số: không |
| Lanús                   | Mauricio Pellegrino        | Umbro                   | Mapei                      | Danh sách - - Trước: không - Sau: Mapei, Waterplast - Tay áo: Befol - Quần: Nueva Chevallier, Pinturas Andina - Tất: không - Số: không |
| Newell's Old Boys       | Mariano Soso               | AIFIT                   | City Center Online         | Danh sách - - Trước: Acril SRL - Sau: Hospital Italiano Rosario, Multiled - Tay áo: không - Quần: Crucijuegos, Italmédica, Condo Del Bosque - Tất: không - Số: Rio Uruguay Seguros                                                                                |
| Platense                | Favio Orsi và Sergio Gómez | Hummel                  | Planes ESCO                | Danh sách - - Trước: Transfarmaco, Empanadas Morita - Sau: Civile Propiedades, Enova Store, Papelera Mas Pack - Tay áo: Urquiza Motos - Quần: Pinturas Andina, Emergencias Salud, Olegario Restaurant & Parrilla - Tất: không - Số: không                         |
| Racing                  | Gustavo Costas             | Kappa                   | RCA                        | Danh sách - - Trước: không - Sau: Betsson, Sur Finanzas - Tay áo: Rio Uruguay Seguros - Quần: không - Tất: không - Số: EA Sports FC |
| River Plate             | Marcelo Gallardo           | Adidas                  | Codere                     | Danh sách - - Trước: không - Sau: DirecTV - Tay áo: Assist Card - Quần: không - Tất: không - Số: không |
| Rosario Central         | Ariel Holan                | Le Coq Sportif          | City Center Online         | Danh sách - - Trước: không - Sau: Acril SRL - Tay áo: Voss2000 - Quần: Kanji - Tất: không - Số: Rio Uruguay Seguros |
| San Lorenzo             | Miguel Ángel Russo         | Atomik                  | Brubank                    | Danh sách - - Trước: không - Sau: Intermac Assistance, Flecha Bus - Tay áo: không - Quần: Kanji - Tất: không - Số: không |
| San Martín (SJ)         | Raúl Antuña                | Mitre                   | San Juan                   | Danh sách - - Trước: không - Sau: Banco San Juan, Pinturas Venier - Tay áo: Del Bono Hotels, Integral Distribuciones - Quần: Crédito Millón, Piazza - Tất: không - Số: không                                                                                      |
| Sarmiento (J)           | Javier Sanguinetti         | Coach                   | Naldo Digital              | Danh sách - - Trước: Clínica La Pequeña Familia, FMC Argentina - Sau: Laboratorio Quimeco, Alra sur Volkswagen, Aceros Perkusic - Tay áo: Sigma Agro - Quần: Voy con Energía, Dinatech, Sistemas Junín, FD Agro, Nuseed, AGseed, Stoller - Tất: không - Số: không |
| Talleres (C)            | Alexander Medina           | Le Coq Sportif          | ICBC Argentina             | Danh sách - - Trước: Holcim, Advanta - Sau: không - Tay áo: Terrawind - Quần: La Lácteo - Tất: không - Số: không |
| Tigre                   | Diego Dabove               | Kappa                   | Banco Macro                | Danh sách - - Trước: không - Sau: Banco Macro - Tay áo: Yomel Argentina - Quần: Pinturas Andina - Tất: không - Số: không |
| Unión                   | Kily González              | Givova                  | OSPAT                      | Danh sách - - Trước: Servicios Viales, Red Mutual - Sau: Flecha Bus, Gigared - Tay áo: AutoGaba Concesionaria, Transporte Pedrito - Quần: Flecha Bus, Sanatorio Santa Fe, Multiled, Vino Tinto Toro, Duracril, El Litoral - Tất: Vidalac - Số: Sanatorio Santa Fe |
| Vélez Sarsfield         | Sebastián Domínguez        | Macron                  | Saphirus                   | Danh sách - - Trước: không - Sau: Banco Supervielle - Tay áo: Yerba Salam - Quần: Turbodisel - Tất: không - Số: Rio Uruguay Seguros |

### Thay đổi huấn luyện viên
| Đội                     | HLV ra đi                          | Lý do                  | Ngày ra đi | Vị trí trên BXH | Thay bởi            | Ngày ký    |
| ----------------------- | ---------------------------------- | ---------------------- | ---------- | --------------- | ------------------- | ---------- |
| Lanús                   | Ricardo Zielinski                  | Hết hợp đồng           | 13/12/2024 | Trước mùa giải  | Mauricio Pellegrino | 14/12/2024 |
| Argentinos Juniors      | Norberto Batista                   | Hết quản lý tạm thời   | 13/12/2024 | Trước mùa giải  | Nicolás Diez        | 17/12/2024 |
| Banfield                | Miguel Hernández                   | Hết quản lý tạm thời   | 13/12/2024 | Trước mùa giải  | Ariel Broggi        | 14/12/2024 |
| Instituto               | Daniel Jiménez và Bruno Martelotto | Hết quản lý tạm thời   | 14/12/2024 | Trước mùa giải  | Pedro Troglio       | 26/12/2024 |
| Belgrano                | Norberto Fernández                 | Hết quản lý tạm thời   | 14/12/2024 | Trước mùa giải  | Walter Erviti       | 20/12/2024 |
| Vélez Sarsfield         | Gustavo Quinteros                  | Hết hợp đồng           | 25/12/2024 | Trước mùa giải  | Sebastián Domínguez | 6/1/2025   |
| Tigre                   | Sebastián Domínguez                | Ký bởi Vélez Sarsfield | 2/1/2025   | Trước mùa giải  | Diego Dabove        | 2/1/2025   |
| Thay đổi Giải Apertura  |                                    |                        |            |                 |                     |            |
| Gimnasia y Esgrima (LP) | Marcelo Méndez                     | Từ chức                | 30/1/2025  | thứ 15 Khu B    |                     |            |

### Cầu thủ nước ngoài
| Đội                     | Cầu thủ 1           | Cầu thủ 2            | Cầu thủ 3            | Cầu thủ 4            | Cầu thủ 5             | Cầu thủ 6             |
| ----------------------- | ------------------- | -------------------- | -------------------- | -------------------- | --------------------- | --------------------- |
| Aldosivi                | Ayrton Preciado     | Fernando Román       |                      |                      |                       |                       |
| Argentinos Juniors      | Alan Rodríguez      | Joaquín Ardaiz       | Leandro Lozano       | Mateo Antoni         | Rubén Bentancourt     |                       |
| Atlético Tucumán        | Franco Nicola       | Juan González        | Matías de los Santos |                      |                       |                       |
| Banfield                | Nicolás Hernández   | Diego Romero         | Agustín Alaniz       | Mathías De Ritis     |                       |                       |
| Barracas Central        | Jhonatan Candia     | Yonatthan Rak        |                      |                      |                       |                       |
| Belgrano                | Juan Espínola       | Bryan Reyna          |                      |                      |                       |                       |
| Boca Juniors            | Carlos Palacios     | Williams Alarcón     | Ander Herrera        | Edinson Cavani       | Marcelo Saracchi      | Miguel Merentiel      |
| Central Córdoba (SdE)   | Luis Angulo         | José Florentín       | Nicolás Quagliata    | Sebastián Cristóforo |                       |                       |
| Defensa y Justicia      | Kevin Balanta       | César Pérez          | Lucas Ferreira       |                      |                       |                       |
| Deportivo Riestra       | Yeison Murillo      |                      |                      |                      |                       |                       |
| Estudiantes (LP)        | Alexis Manyoma      | Edwuin Cetré         | Gabriel Neves        | Mauro Méndez         | Sebastián Boselli     |                       |
| Gimnasia y Esgrima (LP) | Enzo Martínez       | Juan Pintado         | Martín Fernández     | Júnior Moreno        |                       |                       |
| Godoy Cruz              | Bastián Yáñez       | Juan José Pérez      | Kevin Parzajuk       | Nicolás Fernández    | Vicente Poggi         |                       |
| Huracán                 | Víctor Cantillo     |                      |                      |                      |                       |                       |
| Independiente           | Felipe Loyola       | Pablo Galdames       | Álvaro Angulo        | Gabriel Ávalos       | Baltasar Barcia       | Rodrigo Fernández     |
| Independiente Rivadavia | Sebastián Villa     | Fernando Romero      | Iván Villalba        | Jorge Sanguina       | Leonard Costa         | Maximiliano Juambeltz |
| Instituto               | Juan José Franco    | Emanuel Beltrán      |                      |                      |                       |                       |
| Lanús                   | Raúl Loaiza         | Ronaldo de Jesús     | Gonzalo Pérez        | Luciano Boggio       |                       |                       |
| Newell's Old Boys       | Keylor Navas        | Fernando Cardozo     | Saúl Salcedo         |                      |                       |                       |
| Platense                | Edgar Elizalde      | Juan Pablo Goicochea | Ronaldo Martínez     | Agustín Ocampo       | Maximiliano Rodríguez |                       |
| Racing                  | Adrián Balboa       | Gastón Martirena     | Martín Barrios       |                      |                       |                       |
| River Plate             | Gonzalo Tapia       | Miguel Borja         | Matías Rojas         | Agustín Sant'Anna    |                       |                       |
| Rosario Central         | Jaminton Campaz     | Enzo Giménez         | Sebastián Ferreira   | Facundo Mallo        |                       |                       |
| San Lorenzo             | Jhohan Romaña       | Orlando Gill         | Iker Muniain         | Jaime Peralta        |                       |                       |
| San Martín (SJ)         | Edwuin Pernía       |                      |                      |                      |                       |                       |
| Sarmiento (J)           | Iván Morales        | Leandro Suhr         | Renzo Orihuela       |                      |                       |                       |
| Talleres (C)            | Rick                | Juan Portilla        | Kevin Mantilla       | Blas Riveros         | Miguel Navarro        |                       |
| Tigre                   | Blas Armoa          | Romeo Benítez        | Ignacio Neira        | Ramón Arias          | Eric Ramírez          |                       |
| Unión                   | José Enrique Angulo | Thiago Cardozo       | Alexander Machado    |                      |                       |                       |
| Vélez Sarsfield         | Michael Santos      | Randall Rodríguez    | Rodrigo Piñeiro      |                      |                       |                       |

#### Cầu thủ hai quốc tịch Argentina
Họ không chiếm vị trí cầu thủ nước ngoài.
- Ariel Gamarra (Argentinos Juniors)
- Juan José Cardozo (Argentinos Juniors)
- Damián Díaz (Banfield)
- Ignacio Abraham (Banfield)
- Facundo Mater (Barracas Central|}
- Lucas Zelarayán (Belgrano)
- Frank Fabra (Boca Juniors)
- Luis Advíncula (Boca Juniors)
- Ignacio Rodríguez (Boca Juniors)
- Antony Alonso (Deportivo Riestra)
- Franco Fagúndez (Deportivo Riestra)
- Benjamín Sagüés Barreiro (Estudiantes (LP))
- Santiago Arzamendia (Estudiantes (LP))
- Tiago Palacios (Estudiantes (LP))
- Norberto Briasco (Gimnasia y Esgrima (LP))
- Leonardo Gil (Huracán)
- Hernán Galíndez (Huracán)
- Matko Miljevic (Huracán)
- Luciano Cabral (Independiente)
- Matías Klimowicz (Instituto)
- Juan José Cáceres (Lanús)
- Armando Méndez (Newell's Old Boys)
- Tobías Cervera (Platense)
- Gabriel Arias (Racing)
- Paulo Díaz (River Plate)
- Agustín Módica (Rosario Central)
- Luca Martínez (Rosario Central)
- Agustín Sández (Rosario Central)
- Andrés Vombergar (San Lorenzo)
- Bruno Barticciotto (Talleres (C))
- Matías Catalán (Talleres (C))
- Ulises Ortegoza (Talleres (C))
- Javier Burrai (Talleres (C))
- Matías Galarza (Talleres (C))
- Santiago Puzzo (Talleres (C))
- Ezequiel Ham (Unión)

Nguồn: AFA

## Bốc thăm
Lễ bốc thăm vòng bảng được tổ chức vào ngày 20 tháng 12 năm 2024, lúc 14:30, tại Sân vận động Futsal AFA ở Ezeiza. 30 đội được chia thành hai bảng, mỗi bảng gồm mười lăm đội, mỗi bảng có một đội từ mỗi trận đấu liên khu vực.
| Đội 1 | Đội 2 |
| --- | --- |
| - Boca Juniors - Independiente - Huracán - Newell's Old Boys - Estudiantes (LP) - Instituto - Banfield - Belgrano - Argentinos Juniors - Tigre - Godoy Cruz - Atlético Tucumán - Defensa y Justicia - Barracas Central - Aldosivi | - River Plate - Racing - San Lorenzo - Rosario Central - Gimnasia y Esgrima (LP) - Unión - Lanús - Talleres (C) - Platense - Vélez Sarsfield - Independiente Rivadavia - Central Córdoba (SdE) - Deportivo Riestra - Sarmiento (J) - San Martín (SJ) |

## Giải Apertura
Torneo Apertura 2025 (tên chính thức là Torneo Betano Apertura 2025 vì lý do tài trợ) là giải đấu đầu tiên của mùa giải 2025. Giải đấu bắt đầu vào ngày 23 tháng 1 và kết thúc vào ngày 1 tháng 6 năm 2025.

### Vòng bảng
Ở vòng bảng, mỗi bảng sẽ thi đấu vòng tròn một lượt. Ngoài ra, mỗi đội sẽ chơi hai trận liên khu vực: trận đầu tiên với đối thủ của mình từ khu vực khác và trận thứ hai, ở vòng thứ tám, với đội thứ hai được xác định bằng kết quả bốc thăm. Các đội sẽ được xếp hạng theo các tiêu chí sau: 1. Điểm (3 điểm cho một trận thắng, 1 điểm cho một trận hòa và 0 điểm cho một trận thua); 2. Hiệu số bàn thắng bại; 3. Số bàn thắng ghi được; 4. Kết quả đối đầu; 5. Xếp hạng fair-play; 6. Bốc thăm.
Tám đội đứng đầu mỗi bảng sẽ giành quyền vào vòng 16 đội.

#### Bảng xếp hạng

##### Khu A
| VT | Đội                     | ST | T  | H | B | BT | BB | HS  | Đ  | Giành quyền tham dự     |
| -- | ----------------------- | -- | -- | - | - | -- | -- | --- | -- | ----------------------- |
| 1  | Argentinos Juniors      | 16 | 9  | 6 | 1 | 24 | 9  | +15 | 33 | Đi tiếp tới vòng 16 đội |
| 2  | Boca Juniors            | 16 | 10 | 3 | 3 | 24 | 11 | +13 | 33 | Đi tiếp tới vòng 16 đội |
| 3  | Racing                  | 16 | 9  | 1 | 6 | 26 | 16 | +10 | 28 | Đi tiếp tới vòng 16 đội |
| 4  | Huracán                 | 16 | 7  | 6 | 3 | 19 | 12 | +7  | 27 | Đi tiếp tới vòng 16 đội |
| 5  | Tigre                   | 16 | 8  | 3 | 5 | 18 | 12 | +6  | 27 | Đi tiếp tới vòng 16 đội |
| 6  | Independiente Rivadavia | 16 | 7  | 6 | 3 | 20 | 17 | +3  | 27 | Đi tiếp tới vòng 16 đội |
| 7  | Barracas Central        | 16 | 7  | 5 | 4 | 20 | 18 | +2  | 26 | Đi tiếp tới vòng 16 đội |
| 8  | Estudiantes (LP)        | 16 | 5  | 6 | 5 | 18 | 19 | −1  | 21 | Đi tiếp tới vòng 16 đội |
| 9  | Newell's Old Boys       | 16 | 5  | 4 | 7 | 12 | 15 | −3  | 19 |                         |
| 10 | Defensa y Justicia      | 16 | 5  | 4 | 7 | 18 | 22 | −4  | 19 |                         |
| 11 | Central Córdoba (SdE)   | 16 | 5  | 3 | 8 | 21 | 22 | −1  | 18 |                         |
| 12 | Belgrano                | 16 | 3  | 8 | 5 | 13 | 23 | −10 | 17 |                         |
| 13 | Aldosivi                | 16 | 4  | 3 | 9 | 18 | 28 | −10 | 15 |                         |
| 14 | Banfield                | 16 | 3  | 5 | 8 | 14 | 19 | −5  | 14 |                         |
| 15 | Unión                   | 16 | 3  | 5 | 8 | 11 | 17 | −6  | 14 |                         |

- Vị trí theo vòng

Bảng liệt kê vị trí của các đội trên bảng xếp hạng sau mỗi vòng thi đấu. Để duy trì các diễn biến theo trình tự thời gian, bất kỳ trận đấu bù nào sẽ không được tính vào vòng mà chúng đã được lên lịch ban đầu mà sẽ được tính thêm vào vòng đấu diễn ra ngay sau đó.
- a : còn 1 trận chưa thi đấu

| Đội ╲ Vòng              | 1        | 2  | 3  | 4  | 5  | 6  | 7   | 8   | 9   | 10  | 11 | 12 | 13 | 14 | 15 | 16 |    |
| ----------------------- | -------- | -- | -- | -- | -- | -- | --- | --- | --- | --- | -- | -- | -- | -- | -- | -- | -- |
| Đội ╲ Vòng              | Aldosivi | 11 | 15 | 15 | 15 | 15 | 15  | 15  | 15  | 15  | 15 | 15 | 15 | 15 | 15 | 14 | 13 |
| Argentinos Juniors      | 9        | 5  | 3  | 1  | 2  | 1  | 3   | 3   | 2   | 4   | 4  | 2  | 3  | 2  | 2  | 1  |    |
| Banfield                | 4        | 2  | 6  | 7  | 10 | 11 | 12  | 11  | 12  | 12  | 13 | 14 | 14 | 14 | 15 | 14 |    |
| Barracas Central        | 14       | 12 | 10 | 8  | 8  | 9  | 7   | 8   | 8   | 8   | 7  | 7  | 6  | 8  | 7  | 7  |    |
| Belgrano                | 7        | 13 | 14 | 13 | 12 | 12 | 11  | 12  | 11  | 11  | 12 | 12 | 12 | 12 | 12 | 12 |    |
| Boca Juniors            | 10       | 10 | 9  | 11 | 9  | 6  | 4   | 4   | 3   | 1   | 2  | 1  | 1  | 1  | 1  | 2  |    |
| Central Córdoba (SdE)   | 5        | 3  | 8  | 3  | 4  | 2  | 5   | 6   | 7   | 6   | 6  | 6  | 8  | 10 | 11 | 11 |    |
| Defensa y Justicia      | 12       | 7  | 4  | 6  | 3  | 5  | 8   | 7   | 6   | 7   | 8  | 9  | 10 | 9  | 10 | 10 |    |
| Estudiantes (LP)        | 2        | 4  | 1  | 4  | 1  | 3  | 1   | 1   | 4   | 5   | 5  | 5  | 5  | 7  | 8  | 8  |    |
| Huracán                 | 8        | 9  | 12 | 10 | 11 | 8  | 6   | 5   | 5   | 2   | 3  | 4  | 2  | 3  | 3  | 4  |    |
| Independiente Rivadavia | 6        | 6  | 2  | 5  | 7  | 10 | 10  | 9   | 9   | 9   | 9  | 8  | 9  | 6  | 6  | 6  |    |
| Newell's Old Boys       | 13       | 14 | 11 | 12 | 13 | 13 | 13  | 13  | 13  | 14  | 11 | 11 | 11 | 11 | 9  | 9  |    |
| Racing                  | 3        | 1  | 5  | 2  | 5  | 7  | 9a  | 10a | 10a | 10a | 10 | 10 | 7  | 5  | 5  | 3  |    |
| Tigre                   | 1        | 8  | 7  | 9  | 6  | 4  | 2   | 2   | 1   | 3   | 1  | 3  | 4  | 4  | 4  | 5  |    |
| Unión                   | 15       | 11 | 13 | 14 | 14 | 14 | 14a | 14a | 14a | 13a | 14 | 13 | 13 | 13 | 13 | 15 |    |

##### Khu B
| VT | Đội                     | ST | T  | H | B  | BT | BB | HS  | Đ  | Giành quyền tham dự     |
| -- | ----------------------- | -- | -- | - | -- | -- | -- | --- | -- | ----------------------- |
| 1  | Rosario Central         | 16 | 10 | 5 | 1  | 22 | 8  | +14 | 35 | Đi tiếp tới vòng 16 đội |
| 2  | River Plate             | 16 | 8  | 7 | 1  | 21 | 9  | +12 | 31 | Đi tiếp tới vòng 16 đội |
| 3  | Independiente           | 16 | 8  | 5 | 3  | 23 | 12 | +11 | 29 | Đi tiếp tới vòng 16 đội |
| 4  | San Lorenzo             | 16 | 7  | 6 | 3  | 14 | 10 | +4  | 27 | Đi tiếp tới vòng 16 đội |
| 5  | Deportivo Riestra       | 16 | 5  | 9 | 2  | 13 | 7  | +6  | 24 | Đi tiếp tới vòng 16 đội |
| 6  | Platense                | 16 | 6  | 5 | 5  | 13 | 11 | +2  | 23 | Đi tiếp tới vòng 16 đội |
| 7  | Lanús                   | 16 | 4  | 8 | 4  | 13 | 11 | +2  | 20 | Đi tiếp tới vòng 16 đội |
| 8  | Instituto               | 16 | 5  | 3 | 8  | 16 | 20 | −4  | 18 | Đi tiếp tới vòng 16 đội |
| 9  | Godoy Cruz              | 16 | 3  | 8 | 5  | 8  | 18 | −10 | 17 |                         |
| 10 | Atlético Tucumán        | 16 | 5  | 1 | 10 | 17 | 21 | −4  | 16 |                         |
| 11 | Gimnasia y Esgrima (LP) | 16 | 4  | 4 | 8  | 9  | 18 | −9  | 16 |                         |
| 12 | Sarmiento (J)           | 16 | 2  | 9 | 5  | 11 | 19 | −8  | 15 |                         |
| 13 | Vélez Sarsfield         | 16 | 4  | 2 | 10 | 7  | 22 | −15 | 14 |                         |
| 14 | Talleres (C)            | 16 | 2  | 7 | 7  | 11 | 15 | −4  | 13 |                         |
| 15 | San Martín (SJ)         | 16 | 2  | 3 | 11 | 5  | 18 | −13 | 9  |                         |

- Vị trí theo vòng

Bảng liệt kê vị trí của các đội trên bảng xếp hạng sau mỗi vòng thi đấu. Để duy trì các diễn biến theo trình tự thời gian, bất kỳ trận đấu bù nào sẽ không được tính vào vòng mà chúng đã được lên lịch ban đầu mà sẽ được tính thêm vào vòng đấu diễn ra ngay sau đó.
- a : còn 1 trận chưa thi đấu

| Đội ╲ Vòng              | 1                | 2  | 3   | 4   | 5   | 6   | 7   | 8   | 9   | 10  | 11 | 12 | 13 | 14 | 15  | 16  |    |
| ----------------------- | ---------------- | -- | --- | --- | --- | --- | --- | --- | --- | --- | -- | -- | -- | -- | --- | --- | -- |
| Đội ╲ Vòng              | Atlético Tucumán | 5  | 8   | 9   | 11  | 9   | 8   | 10  | 10  | 11  | 14 | 14 | 11 | 13 | 14a | 14a | 10 |
| Deportivo Riestra       | 3                | 4  | 2   | 3   | 4   | 5   | 5   | 5   | 5   | 5   | 5  | 5  | 5  | 5  | 6   | 5   |    |
| Gimnasia y Esgrima (LP) | 13               | 15 | 15  | 10  | 10  | 10  | 6   | 6   | 6   | 8   | 8  | 9  | 10 | 12 | 13  | 11  |    |
| Godoy Cruz              | 14               | 11 | 12a | 14a | 13a | 11a | 13a | 11a | 10a | 9a  | 11 | 12 | 12 | 9  | 8   | 9   |    |
| Independiente           | 4                | 3  | 1   | 2   | 1   | 3   | 2   | 1   | 1   | 1   | 1  | 1  | 1  | 2a | 2a  | 3   |    |
| Instituto               | 1                | 7  | 5   | 7   | 6   | 7   | 9   | 9   | 9   | 10  | 9  | 10 | 8  | 8  | 9   | 8   |    |
| Lanús                   | 12               | 13 | 8   | 8   | 7   | 9   | 8   | 8   | 8   | 6   | 7  | 7  | 7  | 7  | 7   | 7   |    |
| Platense                | 7                | 6  | 7   | 6   | 8   | 6   | 7   | 7   | 7   | 7   | 6  | 6  | 6  | 6  | 5   | 6   |    |
| River Plate             | 8                | 5  | 6   | 4   | 5   | 4   | 3   | 4   | 3   | 3   | 3  | 4  | 4  | 4  | 3   | 2   |    |
| Rosario Central         | 2                | 1  | 3   | 1   | 2   | 1   | 1   | 2   | 2   | 2   | 2  | 2  | 2  | 1  | 1   | 1   |    |
| San Lorenzo             | 6                | 2  | 4   | 5   | 3   | 2   | 4   | 3   | 4   | 4   | 4  | 3  | 3  | 3  | 4   | 4   |    |
| San Martín (SJ)         | 10               | 10 | 10  | 9   | 12  | 14  | 14  | 12  | 14  | 15  | 15 | 15 | 15 | 15 | 15  | 15  |    |
| Sarmiento (J)           | 9                | 9  | 11  | 12  | 14  | 12  | 12  | 13  | 12  | 11  | 12 | 13 | 11 | 11 | 10  | 12  |    |
| Talleres (C)            | 11               | 12 | 13a | 15a | 11a | 13a | 11a | 14a | 13a | 13a | 10 | 8  | 9  | 10 | 12  | 14  |    |
| Vélez Sarsfield         | 15               | 14 | 14  | 13  | 15  | 15  | 15  | 15  | 15  | 12  | 13 | 14 | 14 | 13 | 11  | 13  |    |

#### Kết quả
Ở vòng bảng, các đội sẽ đấu với mọi đội khác trong nhóm của mình một lần (trên sân nhà hoặc sân khách), cộng thêm hai trận liên khu vực, tổng cộng là 16 vòng.

##### Khu A
| Nhà \ Khách             | ALD | ARG | BAN | BAR | BEL | BOC | CCO | DYJ | EST | HUR | IRI | NOB | RAC | TIG | UNI |
| ----------------------- | --- | --- | --- | --- | --- | --- | --- | --- | --- | --- | --- | --- | --- | --- | --- |
| Aldosivi                |     |     | 2–1 | 1–3 |     |     |     | 0–5 | 2–2 |     |     |     | 0–2 | 0–2 | 2–1 |
| Argentinos Juniors      | 0–2 |     |     | 3–0 |     |     |     | 4–1 | 4–0 | 1–1 | 0–0 |     |     | 1–0 |     |
| Banfield                |     | 1–2 |     |     | 1–1 | 0–1 | 3–1 |     |     | 0–0 | 1–1 | 3–0 |     |     |     |
| Barracas Central        |     |     | 1–0 |     |     |     | 3–3 |     | 2–1 |     |     | 2–0 | 1–3 | 1–0 | 2–1 |
| Belgrano                | 2–0 | 1–1 |     | 1–1 |     | 1–3 |     | 2–0 |     | 1–1 | 0–3 |     |     |     |     |
| Boca Juniors            | 2–1 | 0–0 |     | 1–0 |     |     |     | 4–0 | 2–0 | 2–1 | 2–0 |     |     |     |     |
| Central Córdoba (SdE)   | 1–0 | 1–1 |     |     | 4–0 | 0–3 |     |     |     | 1–2 | 1–2 | 2–0 |     |     |     |
| Defensa y Justicia      |     |     | 0–1 | 1–1 |     |     | 2–1 |     | 1–0 |     |     |     | 1–2 | 1–2 | 0–0 |
| Estudiantes (LP)        |     |     | 1–0 |     | 0–1 |     | 3–2 |     |     |     |     | 1–1 | 2–0 | 0–0 | 3–1 |
| Huracán                 | 3–3 |     |     | 0–1 |     |     |     | 1–1 | 0–0 |     | 2–0 |     |     | 2–0 | 1–0 |
| Independiente Rivadavia | 1–0 |     |     | 0–0 |     |     |     | 3–2 | 2–2 |     |     |     | 2–1 | 1–4 | 2–0 |
| Newell's Old Boys       | 1–0 | 0–0 |     |     | 0–0 | 2–0 |     | 0–1 |     | 2–0 | 0–1 |     |     |     |     |
| Racing                  |     | 2–3 | 4–1 |     | 4–0 | 2–0 | 1–0 |     |     | 0–1 |     | 1–0 |     |     |     |
| Tigre                   |     |     | 1–0 |     | 0–0 | 1–1 | 1–2 |     |     |     |     | 0–2 | 1–0 |     | 1–0 |
| Unión                   |     | 0–1 | 3–1 |     | 1–1 | 1–1 | 1–0 |     |     |     |     | 1–1 | 0–1 |     |     |

##### Khu B
| Nhà \ Khách             | ATU | DRI | GLP | GOD | IND | INS | LAN | PLA | RIV | ROS | SLO | SMA | SAR | TAL | VEL |
| ----------------------- | --- | --- | --- | --- | --- | --- | --- | --- | --- | --- | --- | --- | --- | --- | --- |
| Atlético Tucumán        |     | 0–3 | 0–1 |     | 2–0 | 3–2 | 1–0 |     |     |     |     |     | 5–0 |     | 1–2 |
| Deportivo Riestra       |     |     |     | 3–0 |     |     |     | 1–0 | 0–0 | 0–0 | 0–0 | 0–0 |     | 0–0 |     |
| Gimnasia y Esgrima (LP) |     | 1–1 |     | 3–0 |     |     |     | 1–0 | 0–3 |     | 0–2 | 1–0 | 0–0 |     |     |
| Godoy Cruz              | 1–0 |     |     |     |     |     | 0–0 | 1–1 | 0–0 | 0–3 | 0–0 |     |     | 0–0 |     |
| Independiente           |     | 0–0 | 2–0 | 4–0 |     | 2–0 |     |     |     |     |     | 2–0 | 2–1 |     | 3–0 |
| Instituto               |     | 3–0 | 3–0 | 1–1 |     |     |     |     |     |     | 0–1 | 1–0 | 1–1 |     | 2–0 |
| Lanús                   |     | 0–2 | 0–0 |     | 1–1 | 4–1 |     |     |     |     |     | 1–0 | 2–0 |     | 0–0 |
| Platense                | 2–1 |     |     |     | 1–1 | 1–0 | 0–0 |     | 1–1 | 0–0 |     |     |     | 2–1 |     |
| River Plate             | 1–0 |     |     |     | 2–0 | 1–0 | 1–0 |     |     | 2–2 |     |     |     | 1–1 | 4–1 |
| Rosario Central         | 3–1 |     | 2–1 |     | 1–0 | 3–0 | 2–1 |     |     |     |     |     | 1–0 |     | 2–1 |
| San Lorenzo             | 1–0 |     |     |     | 1–2 |     | 1–1 | 2–1 | 0–0 | 0–1 |     |     |     | 1–0 |     |
| San Martín (SJ)         | 0–1 |     |     | 1–0 |     |     |     | 0–2 | 0–2 | 0–0 | 0–1 |     |     | 0–1 |     |
| Sarmiento (J)           |     | 2–1 |     | 0–0 |     |     |     | 0–1 | 1–1 |     | 1–1 | 1–1 |     | 0–0 |     |
| Talleres (C)            | 1–1 |     | 2–0 |     | 2–3 | 1–2 | 0–1 |     |     | 0–0 |     |     |     |     | 0–1 |
| Vélez Sarsfield         |     | 0–1 | 1–0 | 0–2 |     |     |     | 0–1 |     |     | 0–0 | 1–0 | 0–1 |     |     |

##### Trận đấu liên khu vực
| Sân nhà                 | Tỷ số | Sân khách               |
| ----------------------- | ----- | ----------------------- |
| Tigre                   | 3–0   | Vélez Sarsfield         |
| Central Córdoba (SdE)   | 2–0   | Atlético Tucumán        |
| Argentinos Juniors      | 1–0   | Platense                |
| Deportivo Riestra       | 1–1   | Defensa y Justicia      |
| Unión                   | 0–0   | Instituto               |
| Newell's Old Boys       | 1–2   | Rosario Central         |
| Huracán                 | 2–0   | San Lorenzo             |
| Sarmiento (J)           | 1–1   | Barracas Central        |
| Independiente           | 1–1   | Racing                  |
| Belgrano                | 1–1   | Talleres (C)            |
| Godoy Cruz              | 1–1   | Independiente Rivadavia |
| Gimnasia y Esgrima (LP) | 1–1   | Estudiantes (LP)        |
| Lanús                   | 1–1   | Banfield                |
| River Plate             | 2–1   | Boca Juniors            |
| San Martín (SJ)         | 0–3   | Aldosivi                |

| Sân nhà                 | Tỷ số | Sân khách               |
| ----------------------- | ----- | ----------------------- |
| Boca Juniors            | 1–0   | Rosario Central         |
| Central Córdoba (SdE)   | 0–0   | Deportivo Riestra       |
| San Martín (SJ)         | 3–1   | Belgrano                |
| Aldosivi                | 2–2   | Sarmiento (J)           |
| River Plate             | 0–2   | Estudiantes (LP)        |
| Talleres (C)            | 1–2   | Tigre                   |
| Unión                   | 1–0   | Gimnasia y Esgrima (LP) |
| Argentinos Juniors      | 2–0   | Instituto               |
| Independiente Rivadavia | 1–1   | Lanús                   |
| Vélez Sarsfield         | 0–2   | Huracán                 |
| Barracas Central        | 1–2   | Godoy Cruz              |
| San Lorenzo             | 3–2   | Racing                  |
| Atlético Tucumán        | 1–2   | Newell's Old Boys       |
| Banfield                | 0–0   | Independiente           |
| Platense                | 0–1   | Defensa y Justicia      |

Nguồn: AFA

Màu sắc: Xanh = đội nhà thắng; Vàng = hòa; Đỏ = đội khách thắng.

##### Bảng thắng bại
- T = Thắng, H = Hòa, B = Bại
- {} = Trận đấu bị tạm dừng
- () = Trận đấu bị hoãn
- (T), (H), (B) = Trận đấu bù và kết quả; Trận đấu bù được ghi trong cột nào, ví dụ cột số 10 có nghĩa là đã thi đấu sau vòng 10 và trước vòng 11.

| Đội \ Vòng              | 1 | 2 | 3  | 4 | 5 | 6 | 7  | 8   | 9 | 10    | 11 | 12 | 13 | 14 | 15    | 16 | Đội                     |
| ----------------------- | - | - | -- | - | - | - | -- | --- | - | ----- | -- | -- | -- | -- | ----- | -- | ----------------------- |
| Aldosivi                | B | B | B  | B | B | H | B  | H   | B | T     | T  | H  | B  | B  | T     | T  | Aldosivi                |
| Argentinos Juniors      | H | T | T  | T | H | T | H  | T   | T | B     | H  | T  | H  | T  | H     | T  | Argentinos Juniors      |
| Atlético Tucumán        | T | B | B  | B | T | H | B  | B   | B | B     | B  | T  | B  | () | B (T) | T  | Atlético Tucumán        |
| Banfield                | T | T | B  | H | B | B | B  | {}H | B | B     | H  | B  | H  | H  | B     | T  | Banfield                |
| Barracas Central        | B | H | T  | T | H | H | T  | B   | H | H     | T  | B  | T  | B  | T     | T  | Barracas Central        |
| Belgrano                | H | B | B  | H | T | B | T  | B   | H | H     | H  | T  | B  | H  | H     | H  | Belgrano                |
| Boca Juniors            | H | H | T  | B | T | T | T  | T   | T | T     | B  | T  | T  | T  | B     | H  | Boca Juniors            |
| Central Córdoba (SdE)   | T | T | B  | T | H | T | B  | H   | B | T     | H  | B  | B  | B  | B     | B  | Central Córdoba (SdE)   |
| Defensa y Justicia      | B | T | T  | H | T | H | B  | {}T | T | B     | B  | B  | H  | H  | B     | B  | Defensa y Justicia      |
| Deportivo Riestra       | T | H | T  | H | H | B | H  | H   | H | H     | T  | T  | B  | H  | H     | T  | Deportivo Riestra       |
| Estudiantes (LP)        | T | H | T  | H | T | H | T  | T   | B | H     | B  | B  | H  | B  | H     | B  | Estudiantes (LP)        |
| Gimnasia y Esgrima (LP) | B | B | B  | T | H | T | T  | B   | H | B     | H  | B  | H  | B  | B     | T  | Gimnasia y Esgrima (LP) |
| Godoy Cruz              | B | H | {} | B | H | T | H  | T   | H | H (H) | B  | H  | H  | B  | T     | B  | Godoy Cruz              |
| Huracán                 | H | H | B  | T | H | T | T  | T   | T | T     | H  | H  | T  | H  | B     | B  | Huracán                 |
| Independiente           | T | T | T  | B | T | H | T  | {}H | T | H     | T  | H  | T  | () | H (B) | B  | Independiente           |
| Independiente Rivadavia | T | H | T  | H | B | B | H  | H   | T | B     | T  | H  | H  | T  | T     | T  | Independiente Rivadavia |
| Instituto               | T | B | T  | B | H | B | B  | B   | H | B     | T  | B  | T  | B  | H     | T  | Instituto               |
| Lanús                   | B | B | T  | T | H | B | H  | H   | H | T     | H  | H  | H  | H  | T     | B  | Lanús                   |
| Newell's Old Boys       | B | B | T  | B | B | B | B  | T   | H | H     | T  | T  | H  | H  | T     | B  | Newell's Old Boys       |
| Platense                | H | T | B  | T | B | H | H  | {}B | H | T     | T  | B  | H  | T  | T     | B  | Platense                |
| Racing                  | T | T | B  | T | B | B | () | B   | B | H (T) | B  | T  | T  | T  | T     | T  | Racing                  |
| River Plate             | H | T | H  | T | H | T | T  | B   | T | H     | H  | H  | H  | T  | T     | T  | River Plate             |
| Rosario Central         | T | T | H  | T | H | T | T  | B   | H | T     | H  | T  | H  | T  | T     | T  | Rosario Central         |
| San Lorenzo             | T | T | H  | H | T | T | B  | T   | B | H     | H  | T  | T  | H  | B     | H  | San Lorenzo             |
| San Martín (SJ)         | B | H | H  | H | B | B | B  | T   | B | B     | B  | B  | B  | T  | B     | B  | San Martín (SJ)         |
| Sarmiento (J)           | B | H | B  | H | B | T | B  | H   | H | H     | H  | H  | T  | B  | H     | H  | Sarmiento (J)           |
| Talleres (C)            | B | B | {} | B | T | H | H  | B   | H | H (H) | H  | T  | H  | B  | B     | B  | Talleres (C)            |
| Tigre                   | T | B | T  | B | T | T | T  | T   | T | B     | T  | B  | B  | H  | H     | H  | Tigre                   |
| Unión                   | B | H | B  | B | H | B | () | T   | B | T (B) | B  | T  | H  | H  | B     | H  | Unión                   |
| Vélez Sarsfield         | B | B | B  | H | B | B | H  | B   | T | T     | B  | B  | B  | T  | T     | B  | Vélez Sarsfield         |
| Đội \ Vòng              | 1 | 2 | 3  | 4 | 5 | 6 | 7  | 8   | 9 | 10    | 11 | 12 | 13 | 14 | 15    | 16 | Đội                     |

### Vòng chung kết
Bắt đầu từ vòng 16 đội, các đội sẽ thi đấu loại trực tiếp theo thể thức một lượt với các luật chơi như sau:
- Ở vòng 16 đội, tứ kết và bán kết, đội có hạt giống cao hơn sẽ là đội chủ nhà.
  - Nếu hòa, loạt sút luân lưu sẽ được sử dụng để xác định đội chiến thắng.
- Trận chung kết sẽ được tổ chức tại một địa điểm trung lập.
  - Nếu hòa, sẽ đấu hiệp phụ. Nếu tỷ số vẫn hòa sẽ sử dụng loạt sút luân lưu để xác định nhà vô địch.

#### Sơ đồ
|  | Vòng 16 đội             | Vòng 16 đội |                 |                    | Tứ kết | Tứ kết |  |  | Bán kết | Bán kết |  |  | Chung kết | Chung kết |  |
|  |                         |             |                 |                    |        |        |  |  |         |         |  |  |           |           |  |
|  | Boca Juniors (p)        | 0 (4)       |                 |                    |        |        |  |  |         |         |  |  |           |           |  |
|  | Boca Juniors (p)        | 0 (4)       |                 |                    |        |        |  |  |         |         |  |  |           |           |  |
|  | Lanús                   | 0 (2)       |                 |                    |        |        |  |  |         |         |  |  |           |           |  |
|  | Lanús                   | 0 (2)       |                 | Boca Juniors       | 0      |        |  |  |         |         |  |  |           |           |  |
|  |                         |             |                 | Boca Juniors       | 0      |        |  |  |         |         |  |  |           |           |  |
|  |                         |             | Independiente   | 1                  |        |        |  |  |         |         |  |  |           |           |  |
|  | Independiente           | 1           | Independiente   | 1                  |        |        |  |  |         |         |  |  |           |           |  |
|  | Independiente           | 1           |                 |                    |        |        |  |  |         |         |  |  |           |           |  |
|  | Independiente Rivadavia | 0           |                 |                    |        |        |  |  |         |         |  |  |           |           |  |
|  | Independiente Rivadavia | 0           |                 | Independiente      | 0 (5)  |        |  |  |         |         |  |  |           |           |  |
|  |                         |             |                 |                    |        |        |  |  |         |         |  |  |           |           |  |
|  |                         |             | Huracán (p)     | 0 (6)              |        |        |  |  |         |         |  |  |           |           |  |
|  | Rosario Central         | 2           | Huracán (p)     | 0 (6)              |        |        |  |  |         |         |  |  |           |           |  |
|  | Rosario Central         | 2           |                 |                    |        |        |  |  |         |         |  |  |           |           |  |
|  | Estudiantes             | 0           |                 |                    |        |        |  |  |         |         |  |  |           |           |  |
|  | Estudiantes             | 0           |                 | Rosario Central    | 0      |        |  |  |         |         |  |  |           |           |  |
|  |                         |             |                 | Rosario Central    | 0      |        |  |  |         |         |  |  |           |           |  |
|  |                         |             | Huracán         | 1                  |        |        |  |  |         |         |  |  |           |           |  |
|  | Huracán                 | 3           | Huracán         | 1                  |        |        |  |  |         |         |  |  |           |           |  |
|  | Huracán                 | 3           |                 |                    |        |        |  |  |         |         |  |  |           |           |  |
|  | Deportivo Riestra       | 2           |                 |                    |        |        |  |  |         |         |  |  |           |           |  |
|  | Deportivo Riestra       | 2           |                 | Huracán            | 0      |        |  |  |         |         |  |  |           |           |  |
|  |                         |             |                 |                    |        |        |  |  |         |         |  |  |           |           |  |
|  |                         |             | Platense        | 1                  |        |        |  |  |         |         |  |  |           |           |  |
|  | Argentinos Juniors      | 3           | Platense        | 1                  |        |        |  |  |         |         |  |  |           |           |  |
|  | Argentinos Juniors      | 3           |                 |                    |        |        |  |  |         |         |  |  |           |           |  |
|  | Instituto               | 1           |                 |                    |        |        |  |  |         |         |  |  |           |           |  |
|  | Instituto               | 1           |                 | Argentinos Juniors | 1 (7)  |        |  |  |         |         |  |  |           |           |  |
|  |                         |             |                 | Argentinos Juniors | 1 (7)  |        |  |  |         |         |  |  |           |           |  |
|  |                         |             | San Lorenzo (p) | 1 (8)              |        |        |  |  |         |         |  |  |           |           |  |
|  | San Lorenzo             | 2           | San Lorenzo (p) | 1 (8)              |        |        |  |  |         |         |  |  |           |           |  |
|  | San Lorenzo             | 2           |                 |                    |        |        |  |  |         |         |  |  |           |           |  |
|  | Tigre                   | 1           |                 |                    |        |        |  |  |         |         |  |  |           |           |  |
|  | Tigre                   | 1           |                 | San Lorenzo        | 0      |        |  |  |         |         |  |  |           |           |  |
|  |                         |             |                 |                    |        |        |  |  |         |         |  |  |           |           |  |
|  |                         |             | Platense        | 1                  |        |        |  |  |         |         |  |  |           |           |  |
|  | River Plate             | 3           | Platense        | 1                  |        |        |  |  |         |         |  |  |           |           |  |
|  | River Plate             | 3           |                 |                    |        |        |  |  |         |         |  |  |           |           |  |
|  | Barracas Central        | 0           |                 |                    |        |        |  |  |         |         |  |  |           |           |  |
|  | Barracas Central        | 0           |                 | River Plate        | 1 (2)  |        |  |  |         |         |  |  |           |           |  |
|  |                         |             |                 | River Plate        | 1 (2)  |        |  |  |         |         |  |  |           |           |  |
|  |                         |             | Platense (p)    | 1 (4)              |        |        |  |  |         |         |  |  |           |           |  |
|  | Racing                  | 0           | Platense (p)    | 1 (4)              |        |        |  |  |         |         |  |  |           |           |  |
|  | Racing                  | 0           |                 |                    |        |        |  |  |         |         |  |  |           |           |  |
|  | Platense                | 1           |                 |                    |        |        |  |  |         |         |  |  |           |           |  |

#### Vòng 16 đội
| Đội 1              | Tỉ số       | Đội 2                   |
| ------------------ | ----------- | ----------------------- |
| Argentinos Juniors | 3–1         | Instituto               |
| Rosario Central    | 2–0         | Estudiantes             |
| Boca Juniors       | 0–0 (4–2 p) | Lanús                   |
| River Plate        | 3–0         | Barracas Central        |
| Racing             | 0–1         | Platense                |
| Independiente      | 1–0         | Independiente Rivadavia |
| Huracán            | 3–2         | Deportivo Riestra       |
| San Lorenzo        | 2–1         | Tigre                   |

##### Các trận đấu
| San Lorenzo               | 2–1      | Tigre       |
| ------------------------- | -------- | ----------- |
| Vombergar 3' · Cuello 88' | Chi tiết | Fértoli 48' |

| Rosario Central             | 2–0      | Estudiantes |
| --------------------------- | -------- | ----------- |
| Quintana 87' · Campaz 90+5' | Chi tiết |             |

| Racing | 0–1      | Platense   |
| ------ | -------- | ---------- |
|        | Chi tiết | Orsini 83' |

| Boca Juniors                        | 0–0      | Lanús                              |
| ----------------------------------- | -------- | ---------------------------------- |
|                                     | Chi tiết |                                    |
| Loạt sút luân lưu                   |          |                                    |
| Rojo · Zeballos · Alarcón · Giménez | 4–2      | Canelo · Moreno · Aquino · Carrera |

| Independiente | 1–0      | Independiente Rivadavia |
| ------------- | -------- | ----------------------- |
| Montiel 56'   | Chi tiết |                         |

| Argentinos Juniors                  | 3–1      | Instituto   |
| ----------------------------------- | -------- | ----------- |
| Molina 60' · Herrera 63' · Sosa 88' | Chi tiết | Requena 70' |

| Huracán                                  | 3–2      | Deportivo Riestra        |
| ---------------------------------------- | -------- | ------------------------ |
| Ramírez 45+1', 68' · Sansotre 77' (l.n.) | Chi tiết | Alonso 58' · Benegas 81' |

| River Plate                          | 3–0      | Barracas Central |
| ------------------------------------ | -------- | ---------------- |
| Díaz 11' · Fernández 42' · Acuña 87' | Chi tiết |                  |

#### Tứ kết
| Đội 1              | Tỉ số        | Đội 2         |
| ------------------ | ------------ | ------------- |
| Argentinos Juniors | 1–1 (7–8 p.) | San Lorenzo   |
| Rosario Central    | 0–1          | Huracán       |
| Boca Juniors       | 0–1          | Independiente |
| River Plate        | 1–1 (2–4 p.) | Platense      |

##### Các trận đấu
| Rosario Central | 0–1      | Huracán         |
| --------------- | -------- | --------------- |
|                 | Chi tiết | - Mazzantti 20' |

| Argentinos Juniors                                                         | 1–1      | San Lorenzo                                                                     |
| -------------------------------------------------------------------------- | -------- | ------------------------------------------------------------------------------- |
| - Molina 90+5'                                                             | Chi tiết | - Vombergar 69'                                                                 |
| Loạt sút luân lưu                                                          |          |                                                                                 |
| Lozano · Sosa · Prieto · Ardaiz · D. Rodríguez · Molina · Lescano · Romero | 7–8      | Vombergar · Cuello · Báez · Herrera · Domínguez · Tripichio · Reali · Hernández |

| Boca Juniors | 0–1      | Independiente |
| ------------ | -------- | ------------- |
|              | Chi tiết | - Angulo 63'  |

| River Plate                             | 1–1      | Platense                                       |
| --------------------------------------- | -------- | ---------------------------------------------- |
| - Mastantuono 90+12' (ph.đ.)            | Chi tiết | - Taborda 29'                                  |
| Loạt sút luân lưu                       |          |                                                |
| Mastantuono · Borja · Castaño · Driussi | 2–4      | Vázquez · Saborido · Mainero · Zapiola · Schor |

#### Bán kết
| Đội 1         | Tỉ số        | Đội 2    |
| ------------- | ------------ | -------- |
| San Lorenzo   | 0–1          | Platense |
| Independiente | 0–0 (5–6 p.) | Huracán  |

##### Các trận đấu
| Independiente                                                      | 0–0      | Huracán                                                                |
| ------------------------------------------------------------------ | -------- | ---------------------------------------------------------------------- |
|                                                                    | Chi tiết |                                                                        |
| Loạt sút luân lưu                                                  |          |                                                                        |
| Ávalos · Montiel · Galdames · Loyola · Lomónaco · Angulo · Hidalgo | 5–6      | Sequeira · Guidara · Pellegrino · Miljevic · Gil · Pereyra · Mazzantti |

| San Lorenzo | 0–1      | Platense      |
| ----------- | -------- | ------------- |
|             | Chi tiết | - Zapiola 71' |

### Chung kết
| Đội 1   | Tỉ số | Đội 2    |
| ------- | ----- | -------- |
| Huracán | 0–1   | Platense |

#### Trận đấu
| Huracán | 0–1      | Platense      |
| ------- | -------- | ------------- |
|         | Chi tiết | - Mainero 63' |

### Thống kê
Tính đến ngày 4/2/2025

#### Ghi bàn hàng đầu
| Hạng | Cầu thủ            | Đội               | Bàn thắng |
| ---- | ------------------ | ----------------- | --------- |
| 1    | Tomás Nasif        | Banfield          | 3         |
| 1    | Gastón Togni       | Defensa           | 3         |
| 1    | Gabriel Ávalos     | Independiente     | 3         |
| 1    | Adrián Martínez    | Racing            | 3         |
| 5    | Aaron Molinas      | Defensa           | 2         |
| 5    | Jonathan Herrera   | Deportivo Riestra | 2         |
| 5    | Santiago Ascacíbar | Estudiantes       | 2         |
| 5    | Sebastián Villa    | Rivadavia         | 2         |
| 5    | Adrián Balboa      | Racing            | 2         |
| 5    | Luciano Vietto     | Racing            | 2         |
| 5    | Ignacio Malcorra   | Rosario           | 2         |
| 5    | Jaminton Campaz    | Rosario           | 2         |
| 5    | Andrés Vombergar   | San Lorenzo       | 2         |
| 5    | Ignacio Russo      | Tigre             | 2         |

Nguồn: AFA

#### Hat-trick
- H (= Home): Sân nhà
- A (= Away): Sân khách

| Stt | Cầu thủ         | Câu lạc bộ | Đối đầu với | Tỷ số   | Thời gian                  |
| --- | --------------- | ---------- | ----------- | ------- | -------------------------- |
| 1   | Adrián Martínez | Racing     | Banfield    | 4–1 (H) | Apertura Vòng 12, 6/4/2025 |

#### Kiến tạo hàng đầu
| Hạng | Cầu thủ           | Đội         | Kiến tạo |
| ---- | ----------------- | ----------- | -------- |
| 1    | Francisco Álvarez | Argentinos  | 2        |
| 1    | Gastón Benedetti  | Estudiantes | 2        |

Nguồn: AFA

## Giải Clausura
Torneo Clausura 2025 (tên chính thức là Torneo Betano Clausura 2025 vì lý do tài trợ) là giải đấu thứ hai của mùa giải 2025. Giải đấu bắt đầu vào ngày 11 tháng 7 và kết thúc vào ngày 14 tháng 12 năm 2025.

### Vòng bảng
Ở vòng bảng, mỗi bảng sẽ thi đấu vòng tròn một lượt. Ngoài ra, mỗi đội sẽ chơi hai trận liên khu vực: trận đầu tiên với đối thủ của mình từ khu vực khác và trận thứ hai, ở vòng thứ tám, với đội thứ hai được xác định bằng kết quả bốc thăm. Các đội sẽ được xếp hạng theo các tiêu chí sau: 1. Điểm (3 điểm cho một trận thắng, 1 điểm cho một trận hòa và 0 điểm cho một trận thua); 2. Hiệu số bàn thắng bại; 3. Số bàn thắng ghi được; 4. Kết quả đối đầu; 5. Xếp hạng fair-play; 6. Bốc thăm.
Tám đội đứng đầu mỗi bảng sẽ giành quyền vào vòng 16 đội. Các đội xuống hạng hoặc tham gia vòng play-off trụ hạng sẽ không được phép thi đấu ở vòng chung kết.

#### Bảng xếp hạng

##### Khu A
| VT | Đội                     | ST | T | H | B | BT | BB | HS | Đ  | Giành quyền tham dự     |
| -- | ----------------------- | -- | - | - | - | -- | -- | -- | -- | ----------------------- |
| 1  | Barracas Central        | 5  | 3 | 1 | 1 | 8  | 6  | +2 | 10 | Đi tiếp tới vòng 16 đội |
| 2  | Estudiantes (LP)        | 5  | 3 | 0 | 2 | 7  | 6  | +1 | 9  | Đi tiếp tới vòng 16 đội |
| 3  | Huracán                 | 5  | 3 | 0 | 2 | 4  | 5  | −1 | 9  | Đi tiếp tới vòng 16 đội |
| 4  | Unión                   | 5  | 2 | 2 | 1 | 6  | 2  | +4 | 8  | Đi tiếp tới vòng 16 đội |
| 5  | Belgrano                | 5  | 2 | 2 | 1 | 5  | 2  | +3 | 8  | Đi tiếp tới vòng 16 đội |
| 6  | Defensa y Justicia      | 5  | 2 | 2 | 1 | 5  | 3  | +2 | 8  | Đi tiếp tới vòng 16 đội |
| 7  | Central Córdoba (SdE)   | 5  | 1 | 4 | 0 | 5  | 4  | +1 | 7  | Đi tiếp tới vòng 16 đội |
| 8  | Tigre                   | 5  | 2 | 1 | 2 | 5  | 5  | 0  | 7  | Đi tiếp tới vòng 16 đội |
| 9  | Banfield                | 5  | 2 | 1 | 2 | 7  | 8  | −1 | 7  |                         |
| 10 | Boca Juniors            | 5  | 1 | 3 | 1 | 5  | 3  | +2 | 6  |                         |
| 11 | Newell's Old Boys       | 5  | 1 | 3 | 1 | 5  | 5  | 0  | 6  |                         |
| 12 | Argentinos Juniors      | 5  | 1 | 2 | 2 | 2  | 3  | −1 | 5  |                         |
| 13 | Independiente Rivadavia | 5  | 1 | 1 | 3 | 5  | 7  | −2 | 4  |                         |
| 14 | Racing                  | 5  | 1 | 1 | 3 | 3  | 5  | −2 | 4  |                         |
| 15 | Aldosivi                | 5  | 0 | 3 | 2 | 1  | 5  | −4 | 3  |                         |

- Vị trí theo vòng

Bảng liệt kê vị trí của các đội trên bảng xếp hạng sau mỗi vòng thi đấu. Để duy trì các diễn biến theo trình tự thời gian, bất kỳ trận đấu bù nào sẽ không được tính vào vòng mà chúng đã được lên lịch ban đầu mà sẽ được tính thêm vào vòng đấu diễn ra ngay sau đó.
| Đội ╲ Vòng              | 1        | 2  | 3  | 4  | 5  | 6  | 7 | 8 | 9 | 10 | 11 | 12 | 13 | 14 | 15 | 16 |  |
| ----------------------- | -------- | -- | -- | -- | -- | -- | - | - | - | -- | -- | -- | -- | -- | -- | -- |  |
| Đội ╲ Vòng              | Aldosivi | 10 | 14 | 15 | 15 | 15 |   |   |   |    |    |    |    |    |    |    |  |
| Argentinos Juniors      | 8        | 13 | 14 | 8  | 12 |    |   |   |   |    |    |    |    |    |    |    |  |
| Banfield                | 9        | 2  | 10 | 13 | 9  |    |   |   |   |    |    |    |    |    |    |    |  |
| Barracas Central        | 3        | 10 | 2  | 1  | 1  |    |   |   |   |    |    |    |    |    |    |    |  |
| Belgrano                | 1        | 5  | 6  | 3  | 5  |    |   |   |   |    |    |    |    |    |    |    |  |
| Boca Juniors            | 5        | 11 | 13 | 14 | 10 |    |   |   |   |    |    |    |    |    |    |    |  |
| Central Córdoba (SdE)   | 6        | 12 | 3  | 5  | 7  |    |   |   |   |    |    |    |    |    |    |    |  |
| Defensa y Justicia      | 7        | 1  | 7  | 4  | 6  |    |   |   |   |    |    |    |    |    |    |    |  |
| Estudiantes (LP)        | 13       | 8  | 1  | 2  | 2  |    |   |   |   |    |    |    |    |    |    |    |  |
| Huracán                 | 15       | 15 | 12 | 6  | 3  |    |   |   |   |    |    |    |    |    |    |    |  |
| Independiente Rivadavia | 12       | 4  | 5  | 10 | 13 |    |   |   |   |    |    |    |    |    |    |    |  |
| Newell's Old Boys       | 2        | 6  | 8  | 7  | 11 |    |   |   |   |    |    |    |    |    |    |    |  |
| Racing                  | 14       | 9  | 11 | 12 | 14 |    |   |   |   |    |    |    |    |    |    |    |  |
| Tigre                   | 11       | 7  | 9  | 11 | 8  |    |   |   |   |    |    |    |    |    |    |    |  |
| Unión                   | 4        | 3  | 4  | 9  | 4  |    |   |   |   |    |    |    |    |    |    |    |  |

##### Khu B
| VT | Đội                     | ST | T | H | B | BT | BB | HS | Đ  | Giành quyền tham dự     |
| -- | ----------------------- | -- | - | - | - | -- | -- | -- | -- | ----------------------- |
| 1  | River Plate             | 5  | 3 | 2 | 0 | 11 | 3  | +8 | 11 | Đi tiếp tới vòng 16 đội |
| 2  | Lanús                   | 5  | 3 | 0 | 2 | 5  | 3  | +2 | 9  | Đi tiếp tới vòng 16 đội |
| 3  | San Lorenzo             | 5  | 2 | 2 | 1 | 4  | 3  | +1 | 8  | Đi tiếp tới vòng 16 đội |
| 4  | Vélez Sarsfield         | 5  | 2 | 2 | 1 | 4  | 3  | +1 | 8  | Đi tiếp tới vòng 16 đội |
| 5  | Rosario Central         | 5  | 1 | 4 | 0 | 3  | 2  | +1 | 7  | Đi tiếp tới vòng 16 đội |
| 6  | Deportivo Riestra       | 5  | 2 | 1 | 2 | 5  | 5  | 0  | 7  | Đi tiếp tới vòng 16 đội |
| 7  | Gimnasia y Esgrima (LP) | 5  | 2 | 1 | 2 | 4  | 4  | 0  | 7  | Đi tiếp tới vòng 16 đội |
| 8  | Atlético Tucumán        | 5  | 1 | 3 | 1 | 5  | 5  | 0  | 6  | Đi tiếp tới vòng 16 đội |
| 9  | Sarmiento (J)           | 5  | 1 | 3 | 1 | 5  | 6  | −1 | 6  |                         |
| 10 | Platense                | 5  | 1 | 3 | 1 | 4  | 5  | −1 | 6  |                         |
| 11 | San Martín (SJ)         | 5  | 1 | 2 | 2 | 4  | 5  | −1 | 5  |                         |
| 12 | Talleres (C)            | 5  | 1 | 2 | 2 | 3  | 4  | −1 | 5  |                         |
| 13 | Instituto               | 5  | 1 | 2 | 2 | 2  | 9  | −7 | 5  |                         |
| 14 | Godoy Cruz              | 5  | 0 | 3 | 2 | 4  | 7  | −3 | 3  |                         |
| 15 | Independiente           | 5  | 0 | 2 | 3 | 4  | 7  | −3 | 2  |                         |

- Vị trí theo vòng

Bảng liệt kê vị trí của các đội trên bảng xếp hạng sau mỗi vòng thi đấu. Để duy trì các diễn biến theo trình tự thời gian, bất kỳ trận đấu bù nào sẽ không được tính vào vòng mà chúng đã được lên lịch ban đầu mà sẽ được tính thêm vào vòng đấu diễn ra ngay sau đó.
| Đội ╲ Vòng              | 1                | 2  | 3  | 4  | 5  | 6 | 7 | 8 | 9 | 10 | 11 | 12 | 13 | 14 | 15 | 16 |  |
| ----------------------- | ---------------- | -- | -- | -- | -- | - | - | - | - | -- | -- | -- | -- | -- | -- | -- |  |
| Đội ╲ Vòng              | Atlético Tucumán | 2  | 2  | 7  | 7  | 8 |   |   |   |    |    |    |    |    |    |    |  |
| Deportivo Riestra       | 5                | 8  | 2  | 6  | 6  |   |   |   |   |    |    |    |    |    |    |    |  |
| Gimnasia y Esgrima (LP) | 14               | 13 | 9  | 3  | 7  |   |   |   |   |    |    |    |    |    |    |    |  |
| Godoy Cruz              | 10               | 11 | 12 | 13 | 14 |   |   |   |   |    |    |    |    |    |    |    |  |
| Independiente           | 7                | 12 | 15 | 15 | 15 |   |   |   |   |    |    |    |    |    |    |    |  |
| Instituto               | 6                | 9  | 10 | 10 | 13 |   |   |   |   |    |    |    |    |    |    |    |  |
| Lanús                   | 13               | 15 | 11 | 4  | 2  |   |   |   |   |    |    |    |    |    |    |    |  |
| Platense                | 15               | 14 | 14 | 14 | 10 |   |   |   |   |    |    |    |    |    |    |    |  |
| River Plate             | 1                | 1  | 1  | 1  | 1  |   |   |   |   |    |    |    |    |    |    |    |  |
| Rosario Central         | 9                | 4  | 3  | 5  | 5  |   |   |   |   |    |    |    |    |    |    |    |  |
| San Lorenzo             | 3                | 3  | 4  | 2  | 3  |   |   |   |   |    |    |    |    |    |    |    |  |
| San Martín (SJ)         | 11               | 6  | 6  | 11 | 11 |   |   |   |   |    |    |    |    |    |    |    |  |
| Sarmiento (J)           | 8                | 10 | 13 | 9  | 9  |   |   |   |   |    |    |    |    |    |    |    |  |
| Talleres (C)            | 12               | 7  | 8  | 12 | 12 |   |   |   |   |    |    |    |    |    |    |    |  |
| Vélez Sarsfield         | 4                | 5  | 5  | 8  | 4  |   |   |   |   |    |    |    |    |    |    |    |  |

#### Kết quả
Ở vòng bảng, các đội sẽ đấu với mọi đội khác trong nhóm của họ một lần (trên sân nhà hoặc sân khách), cộng với hai trận đấu liên khu vực, tổng cộng là 16 vòng.

##### Khu A
| Nhà \ Khách             | ALD | ARG | BAN | BAR | BEL | BOC | CCO | DYJ | EST | HUR | IRI | NOB | RAC | TIG | UNI |
| ----------------------- | --- | --- | --- | --- | --- | --- | --- | --- | --- | --- | --- | --- | --- | --- | --- |
| Aldosivi                |     | –   |     |     | 0–0 | –   | 0–0 |     |     | –   | –   | 0–0 |     |     |     |
| Argentinos Juniors      |     |     | –   |     | –   | 0–0 | –   |     |     |     |     | –   | –   |     | 1–0 |
| Banfield                | –   |     |     | 1–3 |     |     |     | 0–0 | 3–2 |     |     |     | –   | –   | –   |
| Barracas Central        | 3–1 | –   |     |     | –   | –   |     | –   |     | –   | 0–3 |     |     |     |     |
| Belgrano                |     |     | 2–1 |     |     |     | –   |     | –   |     |     | –   | 0–1 | –   | –   |
| Boca Juniors            |     |     | –   |     | –   |     | –   |     |     |     |     | –   | 1–1 | –   | 1–1 |
| Central Córdoba (SdE)   |     |     | –   | 1–1 |     |     |     | 2–1 | –   |     |     |     | –   | –   | –   |
| Defensa y Justicia      | 2–0 | –   |     |     | –   | –   |     |     |     | –   | –   | 1–1 |     |     |     |
| Estudiantes (LP)        | –   | –   |     | –   |     | –   |     | –   |     | 2–1 | 2–1 |     |     |     |     |
| Huracán                 |     | 1–0 | –   |     | 0–3 | 1–0 | –   |     |     |     |     | –   | –   |     |     |
| Independiente Rivadavia |     | –   | –   |     | 0–0 | 0–3 | –   |     |     | –   |     | 1–2 |     |     |     |
| Newell's Old Boys       |     |     | 1–2 | –   |     |     | 1–1 |     | –   |     |     |     | –   | –   | –   |
| Racing                  | –   |     |     | 0–1 |     |     |     | –   | 0–1 |     | –   |     |     | 1–2 | –   |
| Tigre                   | –   | 2–1 |     | –   |     |     |     | –   | –   | 0–1 | –   |     |     |     |     |
| Unión                   | –   |     |     | –   |     |     |     | –   | 1–0 | –   | –   |     |     | 0–0 |     |

##### Khu B
| Nhà \ Khách             | ATU | DRI | GLP | GOD | IND | INS | LAN | PLA | RIV | ROS | SLO | SMA | SAR | TAL | VEL |
| ----------------------- | --- | --- | --- | --- | --- | --- | --- | --- | --- | --- | --- | --- | --- | --- | --- |
| Atlético Tucumán        |     |     |     | –   |     |     |     | –   | –   | 0–0 | –   | 2–1 |     | –   |     |
| Deportivo Riestra       | 1–0 |     | –   |     | –   | –   | 1–0 |     |     |     |     |     | –   |     | –   |
| Gimnasia y Esgrima (LP) | –   |     |     |     | 1–0 | 0–1 | 1–2 |     |     | –   |     |     |     | –   | –   |
| Godoy Cruz              |     | –   | 1–2 |     | –   | –   |     |     |     |     |     | –   | 0–0 |     | –   |
| Independiente           | –   |     |     |     |     |     | –   | –   | 0–0 | –   | –   |     |     | 1–2 |     |
| Instituto               | –   |     |     |     | –   |     | –   | 1–1 | 0–4 | –   |     |     |     | –   |     |
| Lanús                   | –   |     |     | –   |     |     |     | –   | –   | 0–1 | –   |     |     | 1–0 |     |
| Platense                |     | –   | –   | –   |     |     |     |     |     |     | 2–1 | –   | –   |     | 0–0 |
| River Plate             |     | –   | –   | 4–2 |     |     |     | 3–1 |     |     | 0–0 | –   | –   |     |     |
| Rosario Central         |     | 1–1 |     | 1–1 |     |     |     | –   | –   |     | –   | 0–0 |     | –   |     |
| San Lorenzo             |     | –   | 0–0 | –   |     | –   |     |     |     |     |     | –   | –   |     | 1–0 |
| San Martín (SJ)         |     | 3–2 | –   |     | –   | –   | –   |     |     |     |     |     | 0–1 |     | –   |
| Sarmiento (J)           | 2–2 |     | –   |     | 2–2 | –   | 0–2 |     |     | –   |     |     |     |     | –   |
| Talleres (C)            |     | –   |     | 0–0 |     |     |     | –   | –   |     | 1–2 | 0–0 | –   |     |     |
| Vélez Sarsfield         | –   |     |     |     | 2–1 | 0–0 | –   |     | –   | –   |     |     |     | –   |     |

##### Trận đấu liên khu vực
| Sân nhà                 | Tỷ số | Khách                   |
| ----------------------- | ----- | ----------------------- |
| Vélez Sarsfield         | 2–1   | Tigre                   |
| Atlético Tucumán        | 1–1   | Central Córdoba (SdE)   |
| Platense                | 0–0   | Argentinos Juniors      |
| Defensa y Justicia      | 1–0   | Deportivo Riestra       |
| Instituto               | 0–4   | Unión                   |
| Rosario Central         | –     | Newell's Old Boys       |
| San Lorenzo             | –     | Huracán                 |
| Barracas Central        | –     | Sarmiento (J)           |
| Racing                  | –     | Independiente           |
| Talleres (C)            | –     | Belgrano                |
| Independiente Rivadavia | –     | Godoy Cruz              |
| Estudiantes (LP)        | –     | Gimnasia y Esgrima (LP) |
| Banfield                | –     | Lanús                   |
| Boca Juniors            | –     | River Plate             |
| Aldosivi                | –     | San Martín (SJ)         |

| Sân nhà                 | Tỷ số | Khách                   |
| ----------------------- | ----- | ----------------------- |
| Independiente           | –     | Banfield                |
| Estudiantes (LP)        | –     | River Plate             |
| Huracán                 | –     | Vélez Sarsfield         |
| Godoy Cruz              | –     | Barracas Central        |
| Lanús                   | –     | Independiente Rivadavia |
| Newell's Old Boys       | –     | Atlético Tucumán        |
| Instituto               | –     | Argentinos Juniors      |
| Defensa y Justicia      | –     | Platense                |
| Gimnasia y Esgrima (LP) | –     | Unión                   |
| Tigre                   | –     | Talleres (C)            |
| Deportivo Riestra       | –     | Central Córdoba (SdE)   |
| Racing                  | –     | San Lorenzo             |
| Belgrano                | –     | San Martín (SJ)         |
| Rosario Central         | –     | Boca Juniors            |
| Sarmiento (J)           | –     | Aldosivi                |

Cập nhật đến ngày 15 tháng 8 năm 2025. Nguồn:AFA

Màu sắc: Xanh = đội chủ nhà thắng; Vàng = hòa; Đỏ = đội khách thắng.

##### Bảng thắng bại
Tính đến ngày 18 tháng 8 năm 2025
- T = Thắng, H = Hòa, B = Bại

| Đội \ Vòng              | 1 | 2 | 3 | 4 | 5 | 6 | 7 | 8 | 9 | 10 | 11 | 12 | 13 | 14 | 15 | 16 | Đội                     |
| ----------------------- | - | - | - | - | - | - | - | - | - | -- | -- | -- | -- | -- | -- | -- | ----------------------- |
| Aldosivi                | H | B | H | B | H |   |   |   |   |    |    |    |    |    |    |    | Aldosivi                |
| Argentinos Juniors      | H | B | H | T | B |   |   |   |   |    |    |    |    |    |    |    | Argentinos Juniors      |
| Atlético Tucumán        | T | H | B | H | H |   |   |   |   |    |    |    |    |    |    |    | Atlético Tucumán        |
| Banfield                | H | T | B | B | T |   |   |   |   |    |    |    |    |    |    |    | Banfield                |
| Barracas Central        | T | B | T | T | H |   |   |   |   |    |    |    |    |    |    |    | Barracas Central        |
| Belgrano                | T | B | H | T | H |   |   |   |   |    |    |    |    |    |    |    | Belgrano                |
| Boca Juniors            | H | H | B | H | T |   |   |   |   |    |    |    |    |    |    |    | Boca Juniors            |
| Central Córdoba (SdE)   | H | H | T | H | H |   |   |   |   |    |    |    |    |    |    |    | Central Córdoba (SdE)   |
| Defensa y Justicia      | H | T | B | T | H |   |   |   |   |    |    |    |    |    |    |    | Defensa y Justicia      |
| Deportivo Riestra       | T | B | T | B | H |   |   |   |   |    |    |    |    |    |    |    | Deportivo Riestra       |
| Estudiantes (LP)        | B | T | T | T | B |   |   |   |   |    |    |    |    |    |    |    | Estudiantes (LP)        |
| Gimnasia y Esgrima (LP) | B | H | T | T | B |   |   |   |   |    |    |    |    |    |    |    | Gimnasia y Esgrima (LP) |
| Godoy Cruz              | H | H | H | B | B |   |   |   |   |    |    |    |    |    |    |    | Godoy Cruz              |
| Huracán                 | B | B | T | T | T |   |   |   |   |    |    |    |    |    |    |    | Huracán                 |
| Independiente           | H | B | B | H | B |   |   |   |   |    |    |    |    |    |    |    | Independiente           |
| Independiente Rivadavia | B | T | H | B | B |   |   |   |   |    |    |    |    |    |    |    | Independiente Rivadavia |
| Instituto               | T | B | H | H | B |   |   |   |   |    |    |    |    |    |    |    | Instituto               |
| Lanús                   | B | B | T | T | T |   |   |   |   |    |    |    |    |    |    |    | Lanús                   |
| Newell's Old Boys       | T | B | H | H | H |   |   |   |   |    |    |    |    |    |    |    | Newell's Old Boys       |
| Platense                | B | H | H | H | T |   |   |   |   |    |    |    |    |    |    |    | Platense                |
| Racing                  | B | T | B | H | B |   |   |   |   |    |    |    |    |    |    |    | Racing                  |
| River Plate             | T | T | H | H | T |   |   |   |   |    |    |    |    |    |    |    | River Plate             |
| Rosario Central         | H | T | H | H | H |   |   |   |   |    |    |    |    |    |    |    | Rosario Central         |
| San Lorenzo             | T | H | H | T | B |   |   |   |   |    |    |    |    |    |    |    | San Lorenzo             |
| San Martín (SJ)         | B | T | H | B | H |   |   |   |   |    |    |    |    |    |    |    | San Martín (SJ)         |
| Sarmiento (J)           | H | H | B | T | H |   |   |   |   |    |    |    |    |    |    |    | Sarmiento (J)           |
| Talleres (C)            | B | T | H | B | H |   |   |   |   |    |    |    |    |    |    |    | Talleres (C)            |
| Tigre                   | B | T | H | B | T |   |   |   |   |    |    |    |    |    |    |    | Tigre                   |
| Unión                   | T | H | H | B | T |   |   |   |   |    |    |    |    |    |    |    | Unión                   |
| Vélez Sarsfield         | T | H | H | B | T |   |   |   |   |    |    |    |    |    |    |    | Vélez Sarsfield         |
| Đội \ Vòng              | 1 | 2 | 3 | 4 | 5 | 6 | 7 | 8 | 9 | 10 | 11 | 12 | 13 | 14 | 15 | 16 | Đội                     |

### Vòng chung kết
Bắt đầu từ vòng 16 đội, các đội sẽ thi đấu loại trực tiếp theo thể thức một lượt với các luật chơi như sau:
- Ở vòng 16 đội, tứ kết và bán kết, đội có hạt giống cao hơn sẽ là đội chủ nhà.
  - Nếu hòa, loạt sút luân lưu sẽ được sử dụng để xác định đội chiến thắng.
- Trận chung kết sẽ được tổ chức tại một địa điểm trung lập.
  - Nếu hòa, sẽ đấu hiệp phụ. Nếu tỷ số vẫn hòa sẽ sử dụng loạt sút luân lưu để xác định nhà vô địch.

#### Sơ đồ
|  | Vòng 16 đội   | Vòng 16 đội |  |  | Tứ kết | Tứ kết |  |  | Bán kết | Bán kết |  |  | Chung kết | Chung kết |  |
|  |               |             |  |  |        |        |  |  |         |         |  |  |           |           |  |
|  | Vô địch Khu A |             |  |  |        |        |  |  |         |         |  |  |           |           |  |
|  |               |             |  |  |        |        |  |  |         |         |  |  |           |           |  |
|  | Hạng 8 Khu B  |             |  |  |        |        |  |  |         |         |  |  |           |           |  |
|  |               |             |  |  |        |        |  |  |         |         |  |  |           |           |  |
|  |               |             |  |  |        |        |  |  |         |         |  |  |           |           |  |
|  |               |             |  |  |        |        |  |  |         |         |  |  |           |           |  |
|  | Hạng 4 Khu B  |             |  |  |        |        |  |  |         |         |  |  |           |           |  |
|  |               |             |  |  |        |        |  |  |         |         |  |  |           |           |  |
|  | Hạng 5 Khu A  |             |  |  |        |        |  |  |         |         |  |  |           |           |  |
|  |               |             |  |  |        |        |  |  |         |         |  |  |           |           |  |
|  |               |             |  |  |        |        |  |  |         |         |  |  |           |           |  |
|  |               |             |  |  |        |        |  |  |         |         |  |  |           |           |  |
|  | Á quân Khu B  |             |  |  |        |        |  |  |         |         |  |  |           |           |  |
|  |               |             |  |  |        |        |  |  |         |         |  |  |           |           |  |
|  | Hạng 7 Khu A  |             |  |  |        |        |  |  |         |         |  |  |           |           |  |
|  |               |             |  |  |        |        |  |  |         |         |  |  |           |           |  |
|  |               |             |  |  |        |        |  |  |         |         |  |  |           |           |  |
|  |               |             |  |  |        |        |  |  |         |         |  |  |           |           |  |
|  | Hạng 3 Khu A  |             |  |  |        |        |  |  |         |         |  |  |           |           |  |
|  |               |             |  |  |        |        |  |  |         |         |  |  |           |           |  |
|  | Hạng 6 Khu B  |             |  |  |        |        |  |  |         |         |  |  |           |           |  |
|  |               |             |  |  |        |        |  |  |         |         |  |  |           |           |  |
|  |               |             |  |  |        |        |  |  |         |         |  |  |           |           |  |
|  |               |             |  |  |        |        |  |  |         |         |  |  |           |           |  |
|  | Vô địch Khu B |             |  |  |        |        |  |  |         |         |  |  |           |           |  |
|  |               |             |  |  |        |        |  |  |         |         |  |  |           |           |  |
|  | Hạng 8 Khu A  |             |  |  |        |        |  |  |         |         |  |  |           |           |  |
|  |               |             |  |  |        |        |  |  |         |         |  |  |           |           |  |
|  |               |             |  |  |        |        |  |  |         |         |  |  |           |           |  |
|  |               |             |  |  |        |        |  |  |         |         |  |  |           |           |  |
|  | Hạng 4 Khu A  |             |  |  |        |        |  |  |         |         |  |  |           |           |  |
|  |               |             |  |  |        |        |  |  |         |         |  |  |           |           |  |
|  | Hạng 5 Khu B  |             |  |  |        |        |  |  |         |         |  |  |           |           |  |
|  |               |             |  |  |        |        |  |  |         |         |  |  |           |           |  |
|  |               |             |  |  |        |        |  |  |         |         |  |  |           |           |  |
|  |               |             |  |  |        |        |  |  |         |         |  |  |           |           |  |
|  | Á quân Khu A  |             |  |  |        |        |  |  |         |         |  |  |           |           |  |
|  |               |             |  |  |        |        |  |  |         |         |  |  |           |           |  |
|  | Hạng 7 Khu B  |             |  |  |        |        |  |  |         |         |  |  |           |           |  |
|  |               |             |  |  |        |        |  |  |         |         |  |  |           |           |  |
|  |               |             |  |  |        |        |  |  |         |         |  |  |           |           |  |
|  |               |             |  |  |        |        |  |  |         |         |  |  |           |           |  |
|  | Hạng 3 Khu B  |             |  |  |        |        |  |  |         |         |  |  |           |           |  |
|  |               |             |  |  |        |        |  |  |         |         |  |  |           |           |  |
|  | Hạng 6 Khu A  |             |  |  |        |        |  |  |         |         |  |  |           |           |  |

#### Vòng 16 đội
| Đội 1         | Tỉ số | Đội 2        |
| ------------- | ----- | ------------ |
| Vô địch Khu A | M1    | Hạng 8 Khu B |
| Vô địch Khu B | M2    | Hạng 8 Khu A |
| Á quân Khu A  | M3    | Hạng 7 Khu B |
| Á quân Khu B  | M4    | Hạng 7 Khu A |
| Hạng 3 Khu A  | M5    | Hạng 6 Khu B |
| Hạng 3 Khu B  | M6    | Hạng 6 Khu A |
| Hạng 4 Khu A  | M7    | Hạng 5 Khu B |
| Hạng 4 Khu B  | M8    | Hạng 5 Khu A |

#### Tứ kết
| Đội 1    | Tỉ số | Đội 2    |
| -------- | ----- | -------- |
| Thắng M1 | C1    | Thắng M8 |
| Thắng M2 | C2    | Thắng M7 |
| Thắng M3 | C3    | Thắng M6 |
| Thắng M4 | C4    | Thắng M5 |

#### Bán kết
| Đội 1    | Tỉ số | Đội 2    |
| -------- | ----- | -------- |
| Thắng C1 | S1    | Thắng C4 |
| Thắng C2 | S2    | Thắng C3 |

### Chung kết
| Đội 1    | Tỉ số | Đội 2    |
| -------- | ----- | -------- |
| Thắng S1 | F     | Thắng S2 |

#### Trận đấu
| Thắng S1 | v | Thắng S2 |
| -------- | - | -------- |
|          |   |          |

## Bảng tổng hợp

### Tham dự các cúp châu lục
Các đội vô địch Giải Apertura 2025, vô địch Giải Clausura 2025 và vô địch Copa Argentina 2025 sẽ giành được một suất tham dự Copa Libertadores 2026. Các suất tham dự Copa Libertadores 2026 còn lại cũng như các suất tham dự Copa Sudamericana 2026 sẽ được xác định bằng bảng tổng hợp từ vòng bảng của Giải Apertura 2025 và Giải Clausura 2025. Ba đội đứng đầu trong bảng tổng hợp chưa đủ điều kiện tham dự bất kỳ giải đấu châu lục nào sẽ đủ điều kiện tham dự Copa Libertadores, trong khi sáu đội tiếp theo sẽ đủ điều kiện tham dự Copa Sudamericana.

### Xuống hạng
Trong mùa giải này, đội đứng cuối bảng tổng sắp sẽ phải xuống chơi ở Primera Nacional 2026. Nếu có hai hoặc nhiều đội bằng điểm, sẽ có thêm các trận đấu để quyết định đội nào sẽ xuống hạng.
| VT | Đội                     | ST | T  | H  | B  | BT | BB | HS  | Đ  | Ghi chú                                 |
| -- | ----------------------- | -- | -- | -- | -- | -- | -- | --- | -- | --------------------------------------- |
| 1  | River Plate             | 21 | 11 | 9  | 1  | 32 | 12 | +20 | 42 | Tham dự vòng bảng Copa Libertadores     |
| 2  | Rosario Central         | 21 | 11 | 9  | 1  | 25 | 10 | +15 | 42 | Tham dự vòng bảng Copa Libertadores     |
| 3  | Boca Juniors            | 21 | 11 | 6  | 4  | 29 | 14 | +15 | 39 | Tham dự giai đoạn hai Copa Libertadores |
| 4  | Argentinos Juniors      | 21 | 10 | 8  | 3  | 26 | 12 | +14 | 38 | Tham dự vòng bảng Copa Sudamericana     |
| 5  | Huracán                 | 21 | 10 | 6  | 5  | 23 | 17 | +6  | 36 | Tham dự vòng bảng Copa Sudamericana     |
| 6  | Barracas Central        | 21 | 10 | 6  | 5  | 28 | 24 | +4  | 36 | Tham dự vòng bảng Copa Sudamericana     |
| 7  | San Lorenzo             | 21 | 9  | 8  | 4  | 18 | 13 | +5  | 35 | Tham dự vòng bảng Copa Sudamericana     |
| 8  | Tigre                   | 21 | 10 | 4  | 7  | 23 | 17 | +6  | 34 | Tham dự vòng bảng Copa Sudamericana     |
| 9  | Racing                  | 21 | 10 | 2  | 9  | 29 | 21 | +8  | 32 | Tham dự vòng bảng Copa Sudamericana     |
| 10 | Independiente           | 21 | 8  | 7  | 6  | 27 | 19 | +8  | 31 |                                         |
| 11 | Deportivo Riestra       | 21 | 7  | 10 | 4  | 18 | 12 | +6  | 31 |                                         |
| 12 | Independiente Rivadavia | 21 | 8  | 7  | 6  | 25 | 24 | +1  | 31 |                                         |
| 13 | Estudiantes (LP)        | 21 | 8  | 6  | 7  | 25 | 25 | 0   | 30 |                                         |
| 14 | Lanús                   | 21 | 7  | 8  | 6  | 18 | 14 | +4  | 29 |                                         |
| 15 | Platense (Q)            | 21 | 7  | 8  | 6  | 17 | 16 | +1  | 29 | Tham dự vòng bảng Copa Libertadores     |
| 16 | Defensa y Justicia      | 21 | 7  | 6  | 8  | 23 | 25 | −2  | 27 |                                         |
| 17 | Central Córdoba (SdE)   | 21 | 6  | 7  | 8  | 26 | 26 | 0   | 25 |                                         |
| 18 | Newell's Old Boys       | 21 | 6  | 7  | 8  | 17 | 20 | −3  | 25 |                                         |
| 19 | Belgrano                | 21 | 5  | 10 | 6  | 18 | 25 | −7  | 25 |                                         |
| 20 | Gimnasia y Esgrima (LP) | 21 | 6  | 5  | 10 | 13 | 22 | −9  | 23 |                                         |
| 21 | Instituto               | 21 | 6  | 5  | 10 | 18 | 29 | −11 | 23 |                                         |
| 22 | Unión                   | 21 | 5  | 7  | 9  | 17 | 19 | −2  | 22 |                                         |
| 23 | Atlético Tucumán        | 21 | 6  | 4  | 11 | 22 | 26 | −4  | 22 |                                         |
| 24 | Vélez Sarsfield         | 21 | 6  | 4  | 11 | 11 | 25 | −14 | 22 |                                         |
| 25 | Banfield                | 21 | 5  | 6  | 10 | 21 | 27 | −6  | 21 |                                         |
| 26 | Sarmiento (J)           | 21 | 3  | 12 | 6  | 16 | 25 | −9  | 21 |                                         |
| 27 | Godoy Cruz              | 21 | 3  | 11 | 7  | 12 | 25 | −13 | 20 |                                         |
| 28 | Talleres (C)            | 21 | 3  | 9  | 9  | 14 | 19 | −5  | 18 |                                         |
| 29 | Aldosivi                | 21 | 4  | 6  | 11 | 19 | 33 | −14 | 18 |                                         |
| 30 | San Martín (SJ)         | 21 | 3  | 5  | 13 | 9  | 23 | −14 | 14 | Xuống hạng Primera Nacional             |

1. ↑  Platense đủ điều kiện tham dự vòng bảng Copa Libertadores nhờ giành chức vô địch giải Apertura 2025.

## Xếp hạng dựa trên hệ số
Ngoài việc xuống hạng dựa trên bảng tổng hợp, một đội sẽ xuống hạng vào cuối mùa giải dựa trên hệ số, hệ số này sẽ tính đến số điểm mà các câu lạc bộ đạt được trong mùa giải hiện tại (điểm tổng hợp) và hai mùa giải trước đó (chỉ những mùa giải ở hạng đấu cao nhất mới được tính). Tổng số điểm sau đó sẽ được chia cho số trận đấu đã chơi ở hạng đấu cao nhất trong ba mùa giải đó và tính điểm trung bình. Đội có điểm trung bình thấp nhất vào cuối mùa giải sẽ xuống chơi ở Primera Nacional.
Tính đến ngày 18 tháng 8 năm 2025
| Vt | Đội                     | Điểm 2023 | Điểm 2024 | Điểm 2025 | Tổng điểm | Tổng trận | Tb    | Ghi chú                     |
| -- | ----------------------- | --------- | --------- | --------- | --------- | --------- | ----- | --------------------------- |
| 1  | River Plate             | 85        | 70        | 42        | 197       | 103       | 1.913 |                             |
| 2  | Boca Juniors            | 62        | 67        | 39        | 168       | 103       | 1.631 |                             |
| 3  | Racing                  | 60        | 70        | 32        | 162       | 103       | 1.573 |                             |
| 4  | Talleres (C)            | 67        | 72        | 18        | 157       | 103       | 1.524 |                             |
| 5  | Estudiantes (LP)        | 62        | 63        | 30        | 155       | 103       | 1.505 |                             |
| 6  | Rosario Central         | 65        | 47        | 42        | 154       | 103       | 1.495 |                             |
| 7  | Huracán                 | 51        | 62        | 36        | 149       | 103       | 1.447 |                             |
| 8  | Argentinos Juniors      | 54        | 56        | 38        | 148       | 103       | 1.437 |                             |
| 9  | Godoy Cruz              | 63        | 64        | 20        | 147       | 103       | 1.427 |                             |
| 10 | Vélez Sarsfield         | 49        | 76        | 22        | 147       | 103       | 1.427 |                             |
| 11 | Independiente           | 51        | 63        | 31        | 145       | 103       | 1.408 |                             |
| 12 | Lanús                   | 57        | 59        | 29        | 145       | 103       | 1.408 |                             |
| 13 | San Lorenzo             | 64        | 45        | 35        | 144       | 103       | 1.398 |                             |
| 14 | Defensa y Justicia      | 58        | 58        | 27        | 143       | 103       | 1.388 |                             |
| 15 | Platense                | 54        | 57        | 29        | 140       | 103       | 1.359 |                             |
| 16 | Barracas Central        | 49        | 49        | 36        | 134       | 103       | 1.301 |                             |
| 17 | Deportivo Riestra       | —         | 48        | 31        | 79        | 62        | 1.274 |                             |
| 18 | Belgrano                | 57        | 49        | 25        | 131       | 103       | 1.272 |                             |
| 19 | Instituto               | 52        | 53        | 23        | 128       | 103       | 1.243 |                             |
| 20 | Unión                   | 46        | 60        | 22        | 128       | 103       | 1.243 |                             |
| 21 | Independiente Rivadavia | —         | 46        | 31        | 77        | 62        | 1.242 |                             |
| 22 | Newell's Old Boys       | 53        | 49        | 25        | 127       | 103       | 1.233 |                             |
| 23 | Atlético Tucumán        | 54        | 50        | 22        | 126       | 103       | 1.223 |                             |
| 24 | Tigre                   | 47        | 39        | 34        | 120       | 103       | 1.165 |                             |
| 25 | Gimnasia y Esgrima (LP) | 45        | 48        | 23        | 116       | 103       | 1.126 |                             |
| 26 | Banfield                | 53        | 41        | 21        | 115       | 103       | 1.117 |                             |
| 27 | Central Córdoba (SdE)   | 48        | 42        | 25        | 115       | 103       | 1.117 |                             |
| 28 | Sarmiento (J)           | 46        | 35        | 21        | 102       | 103       | 0.99  |                             |
| 29 | Aldosivi                | —         | —         | 18        | 18        | 21        | 0.857 |                             |
| 30 | San Martín (SJ)         | —         | —         | 14        | 14        | 21        | 0.667 | Xuống hạng Primera Nacional |

Nguồn: AFA